# Niedernhausen
Niedernhausen (ⓘ) ist eine Gemeinde im Rheingau-Taunus-Kreis des Regierungsbezirks Darmstadt von Hessen mit knapp 15.000 Einwohnern. Sie liegt im Naturpark Rhein-Taunus, im westlichen Teil des Rhein-Main-Gebietes und grenzt unmittelbar an die Landeshauptstadt Wiesbaden.
Die Ortsteile Niedernhausen (der alleine über die Hälfte der gesamten Einwohner beherbergt) und Königshofen erstrecken sich an den Hängen eines Tals. Der Ortskern liegt in der Talsohle. Die Taunus-Gemeinde ist umgeben von Mischwald, der rund 60 Prozent der Gemarkungsfläche bedeckt.

## Geographie

### Nachbargemeinden
|             | Idstein                                     |          |
| Taunusstein | Kompassrose, die auf Nachbargemeinden zeigt | Eppstein |
|             | Wiesbaden                                   |          |

### Geographische Lage

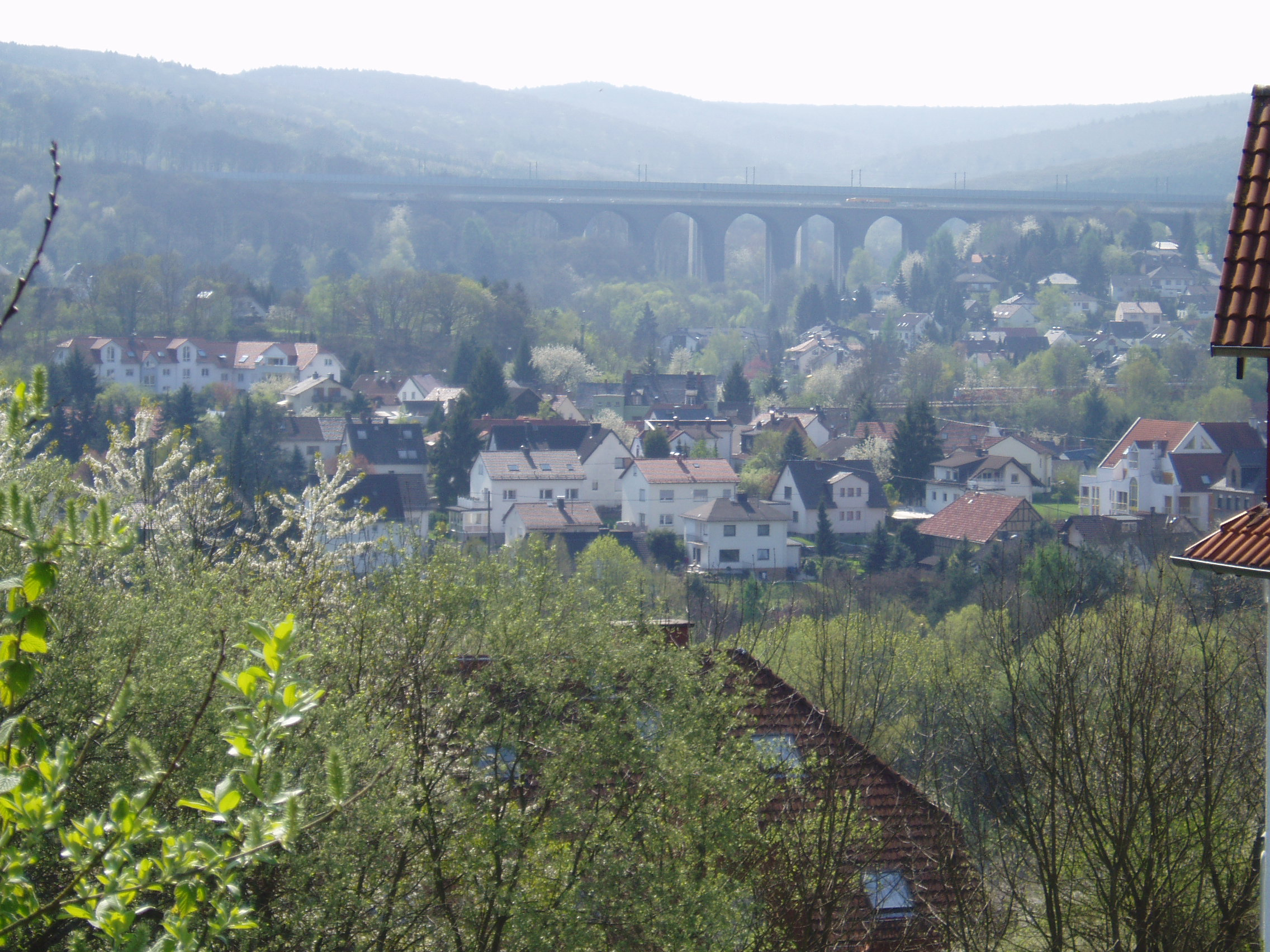
Blick über Niedernhausen mit der Theißtalbrücke

Niedernhausen liegt mit Alt-Niedernhausen und den Ortsteilen Königshofen und Oberjosbach in einem Einschnitt des Hohen Taunus, der die meisten der höchsten Berge des Mittelgebirges Taunus aufweist mit großen Waldflächen und nur wenigen Ansiedlungen. Der Hohe Taunus erstreckt sich vom Niederwald bei Rüdesheim am Rhein in nordöstlicher Richtung bis zur Wetterau bei Bad Nauheim. Die übrigen Ortsteile zählen schon zum Hintertaunus. Der Taunus wird durch die Idsteiner Senke, einen Einschnitt, der bei Niederseelbach als Autal auch das Gemeindegebiet von Niedernhausen erreicht, in eine östliche und westliche Hälfte geteilt. In Niederseelbach gibt es in 351 Metern Höhe den niedrigsten zentralen Taunusübergang. Deshalb ist dieser Talzug für den Fernverkehr von erheblicher Bedeutung.

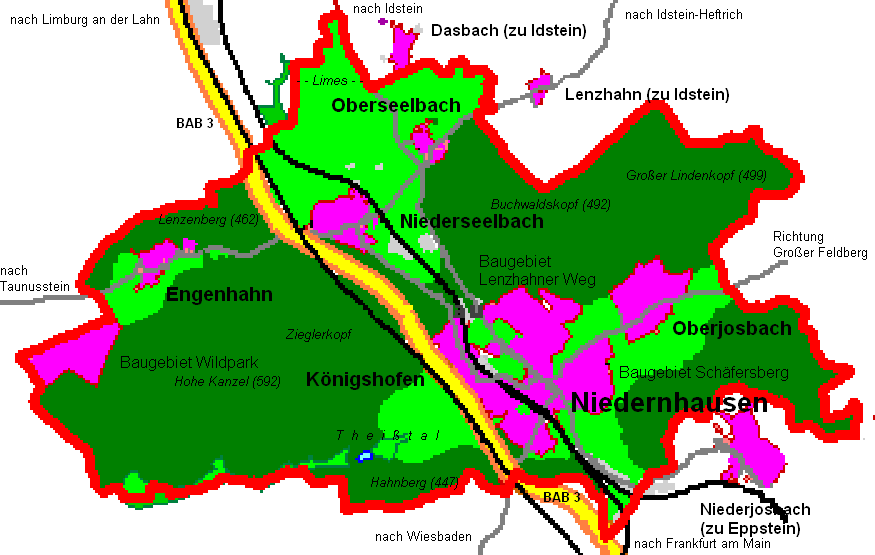
Übersichtskarte der Gemarkung Niedernhausen mit seinen Ortsteilen

Der Taunushauptkamm, die Wasserscheide zwischen den Flussgebieten von Rhein und Main im Süden und der Lahn im Norden, durchzieht die Gemarkung von Südwesten nach Nordosten. Teil dieser Kammlinie und gleichzeitig Teil des Wiesbadener Hochtaunus sind die Hohe Kanzel, mit 592 m ü. NN die höchste Erhebung der Gemeinde, und der Lenzenberg (492 m ü. NN). Südlich dieses Höhenzugs erstreckt sich das Naherholungs- und Naturschutzgebiet Theißtal von Niedernhausen nach Nordosten bis in den Ortskern von Niedernhausen hinein, nördlich davon das Engenhahner Tal, in dem auch die Landstraße vom höher gelegenen Engenhahn zum in den Ausläufern der Idsteiner Senke liegenden Niederseelbach verläuft. Östlich von Niederseelbach erstreckt sich der Niedernhausener Talkessel. In der Talsohle liegt der Ortskern (tiefster Punkt bei der Guldenmühle mit 254 m ü. NN), an den südlichen Hängen Königshofen und an den nördlichen Hängen die Neubaugebiete von Niedernhausen sowie der Ortsteil Oberjosbach. Der Gebirgsstock, der sich nördlich von Niedernhausen, Oberjosbach und dem weiter westlich gelegenen Oberseelbach erhebt, ist schon Teil des Hochtaunus und wurde früher Eichelberger Mark genannt. Er gipfelt im Buchwaldskopf (492 m ü. NN) und im Großen Lindenkopf (499 m ü. NN). Höchste Erhebung im Gebirgszug südlich des Theißtals ist der Hahnberg (447 m ü. NN).
Durch das Gemeindegebiet fließen vier größere Bäche. Der größte ist der Daisbach der von Engenhahn kommend durch das Engenhahner Tal nach Niederseelbach und weiter durch das Autal durch Niedernhausen fließt. Er verlässt im Südosten das Gemeindegebiet in Richtung Niederjosbach und Eppstein, ab dort heißt er Schwarzbach und mündet bei Okriftel in den Main. Der Theißbach entspringt im Theißtal und mündet am Niedernhausener Rathaus in den Daisbach. Der Seelbach entspringt bei Lenzhahn, fließt durch Oberseelbach und mündet bei Niederseelbach in den Daisbach. Der Josbach entspringt bei Oberjosbach und mündet in Niederjosbach ebenfalls in den Daisbach.
Durch das Gemeindegebiet verlaufen in west-östlicher Richtung durch das Autal die Eisenbahngleise der Main-Lahn-Bahn von Frankfurt am Main nach Limburg an der Lahn. Südlich und parallel hierzu laufen die Bundesautobahn 3 und die ICE-Schnellfahrstrecke Köln-Rhein/Main, die beide mit jeweils einer imposanten Brücke das Theißtal überqueren.
| Erhebung          | Höhe        | Gebirgszug      |
| ----------------- | ----------- | --------------- |
| Hohe Kanzel       | 592 m ü. NN | Rheingau-Taunus |
| Großer Lindenkopf | 499 m ü. NN | Hochtaunus      |
| Buchwaldskopf     | 492 m ü. NN | Hochtaunus      |
| Lenzenberg        | 462 m ü. NN | Rheingau-Taunus |
| Hahnberg          | 447 m ü. NN | Rheingau-Taunus |
| Hellenberg        | 436 m ü. NN | Rheingau-Taunus |
| Eselskopf         | 391 m ü. NN | Hochtaunus      |

### Geologie

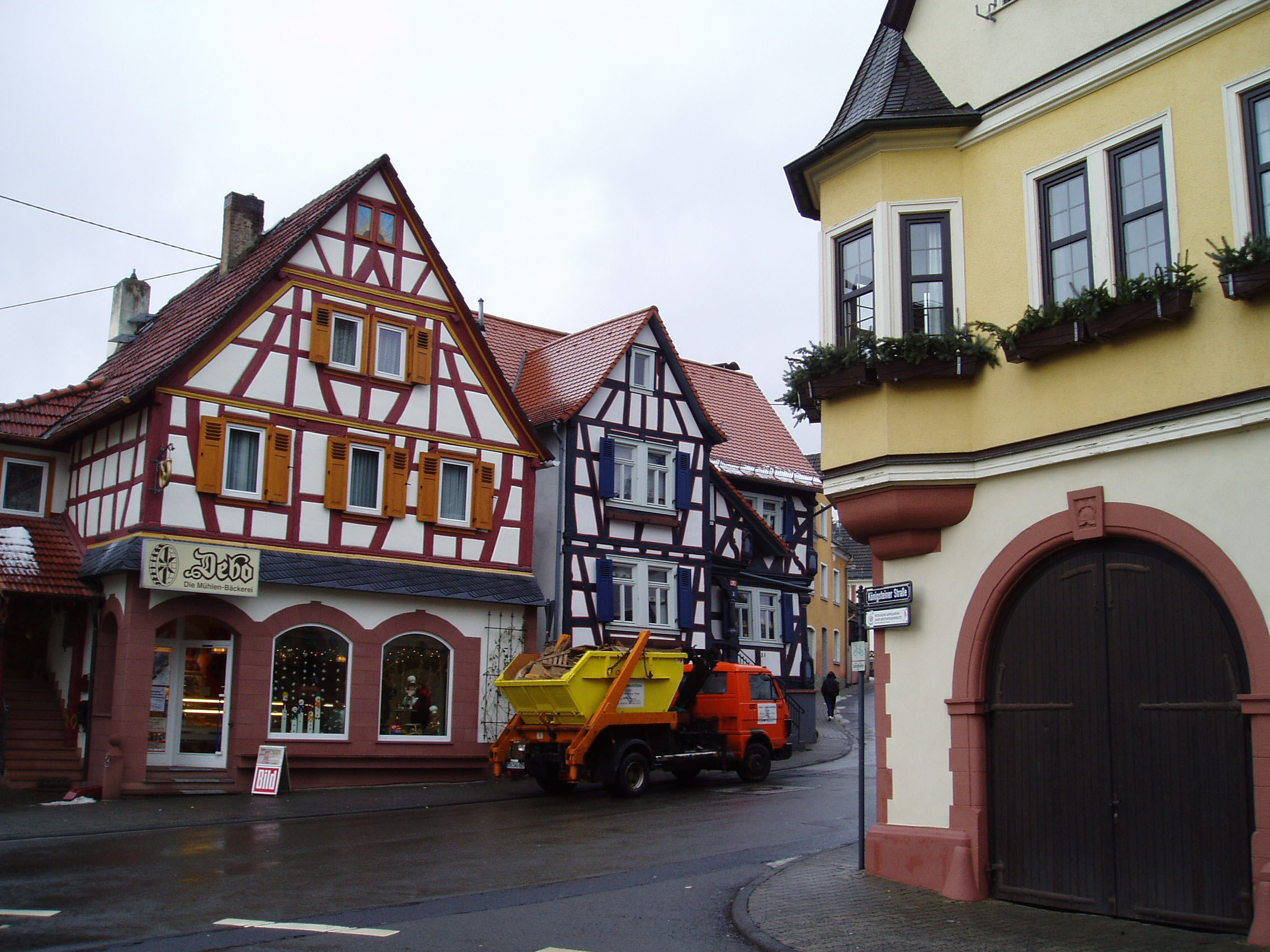
Fachwerkhäuser im Ortsteil Oberjosbach

Der Gebirgskamm, zu dem auch die Hohe Kanzel gehört, besteht aus hartem, verwitterungsbeständigem, jedoch auch rissigem und wasserdurchlässigem Quarzitgestein. Seine Schichten sind steil aufgerichtet und oft senkrecht. Dieser gelblichweiße, zuweilen kirschrot geflammte Taunusquarzit entstand aus sandigen Meeresablagerungen. Durch den Druck des Gebirges und die damit verbundene Wärmeentwicklung verwandelte sich das ursprünglich sedimentäre Gestein in metamorphe Quarzite.
In der Gemarkung von Niedernhausen finden sich an einigen Stellen sehenswerte Felspartien dieser Quarzite. Dazu gehören ein Block auf dem Gipfel der Hohen Kanzel sowie der 479 m hohe Hohle Stein zwischen Niedernhausen und Lenzhahn. Letzterer wurde 1929 unter Naturschutz gestellt. In der Nähe der Autobahnauffahrt von Niedernhausen liegt der sogenannte Graue Stein, in dessen Nähe sich auch ein ehemaliges Quarzitwerk befindet.

### Gliederung und angrenzende Gemeinden
Die Gemeinde besteht aus den sechs ehemals selbständigen Gemeinden Engenhahn, Königshofen, Niedernhausen, Niederseelbach, Oberjosbach und Oberseelbach als Ortsteilen. In der Kerngemeinde Niedernhausen wohnt dabei über die Hälfte der Einwohner; hier gibt es auch die jüngsten Baugebiete Lenzhahner Weg und Schäfersberg. Der Schäfersberg war ursprünglich Teil der Gemarkung von Oberjosbach, wurde aber nach der Bebauung sowohl dem Ortsbezirk als auch der Gemarkung Niedernhausen zugeordnet. Nach dem Stand vom 30. Juni 2017 verteilte sich die Einwohnerzahl (Hauptwohnsitze) wie folgt auf die Ortsteile:
| Ortsteil             | Einwohnerzahl |
| -------------------- | ------------- |
| Niedernhausen (Kern) | 7532          |
| Engenhahn            | 1368          |
| Königshofen          | 1799          |
| Niederseelbach       | 1471          |
| Oberjosbach          | 1913          |
| Oberseelbach         | 0612          |
| zusammen             | 14695         |

Angrenzende Städte sind im Westen Taunusstein, im Westen und Norden Idstein (beide im Rheingau-Taunus-Kreis), im Osten Eppstein (Main-Taunus-Kreis) und im Süden die kreisfreie Landeshauptstadt Wiesbaden.

## Geschichte

### Anfänge und Römisches Grenzgebiet (1. Jahrhundert n. Chr.)

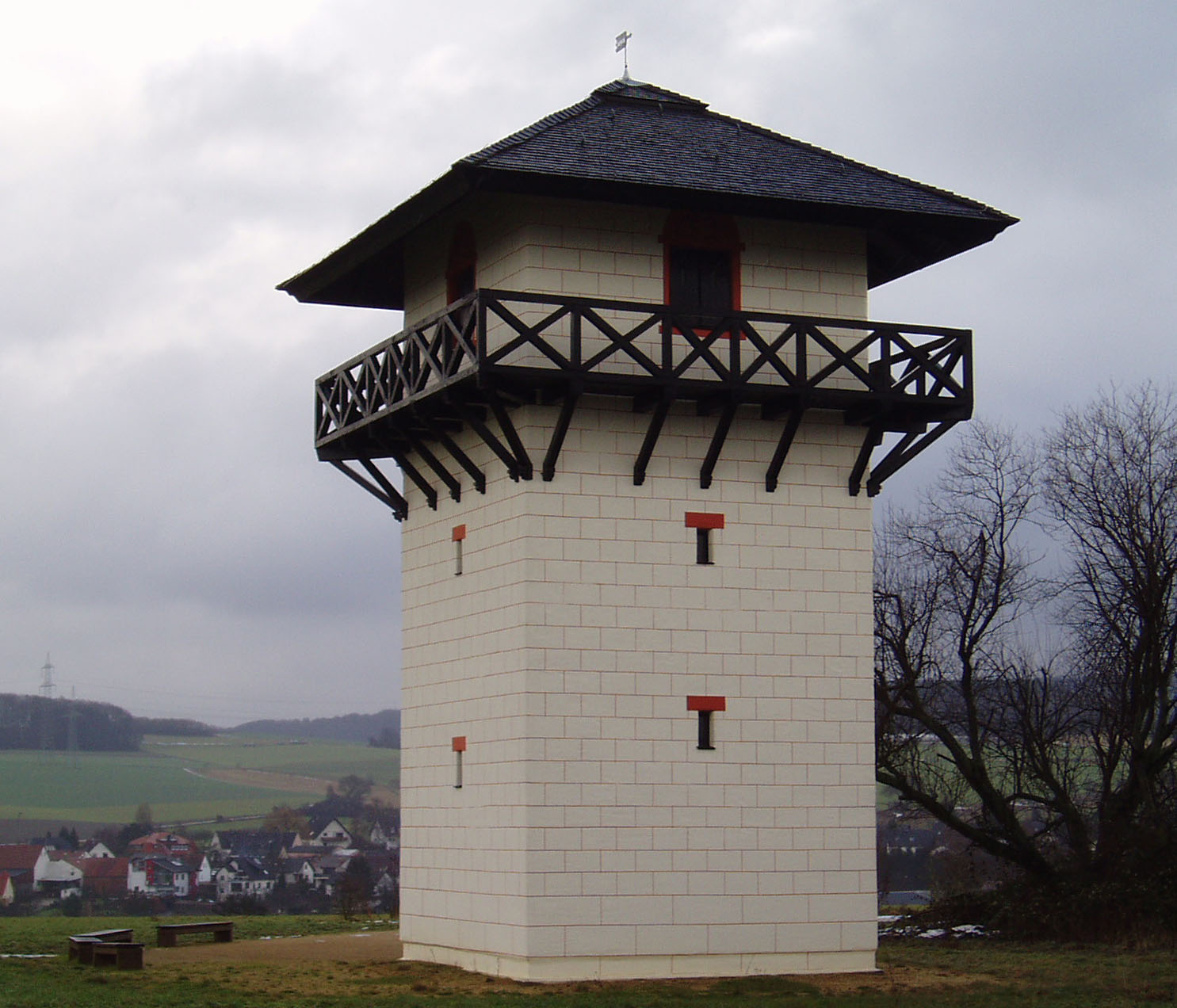
Nachgebauter römischer Wachturm auf der Dasbacher Höhe zwischen Idstein und Oberseelbach

1974 wurde bei Oberjosbach ein Steinbeil gefunden, das sich auf die Zeit der Becherkulturen der jüngeren Steinzeit (2300 bis 1600 v. Chr.) datieren ließ. Es gibt zwar keinen Hinweis auf eine Besiedelung, jedoch beweist es die Anwesenheit von Menschen.
Um die Zeitenwende kamen dann die Römer in das Gebiet der heutigen Gemarkung von Niedernhausen: Ab 86 n. Chr. begannen sie, zwischen dem heutigen Oberseelbach und Idstein den am 15. Juli 2005 von der UNESCO zum Weltkulturerbe erhobenen Limes anzulegen. Das Gebiet des heutigen Niedernhausen lag dabei auf römischer, dasjenige Idsteins auf germanischer Seite. Auf der Dasbacher Höhe an der Landstraße zwischen Niedernhausen und Idstein wurde in direkter Nachbarschaft zur Niedernhausener Gemarkungsgrenze anlässlich des Hessentags 2002 ein Nachbau eines römischen Wachturms errichtet. Etwa zwei Kilometer nördlich von Oberseelbach, beim Idsteiner Ortsteil Heftrich, befand sich das Kastell Alteburg.

### Erste Spuren im Mittelalter und urkundliche Ersterwähnungen (1196–1283)
Die beiden Ursprungsorte im heutigen Gemeindegebiet von Niedernhausen sind die Pfarrei Oberjosbach und das Kirchspiel Niederseelbach.
Erstere wurde 1196 erstmals urkundlich genannt, als Oberjosbach mit Gottes Gnade an Bevölkerung und Besitztum zugenommen und deswegen die vollständige Freiheit einer Mutterkirche durch den Erzbischof von Mainz erhielt. Die Pfarrei St. Michael hatte zwar im Mittelalter keinen Bestand, die Kirche entwickelte sich jedoch zu einem kirchlichen Zentralort. Die Siedlung Oberjosbach könnte dagegen schon seit dem 10. Jahrhundert bestanden haben und wäre somit die älteste in der heutigen Gemarkung.
Die alte Johanneskirche im Wiesengrund bei Niederseelbach war dagegen Mittelpunkt des sogenannten Seelbacher Grundes, der die Orte Oberseelbach, Engenhahn, Lenzhahn, Königshofen und Niedernhausen umfasste. Darüber hinaus war der Niederseelbacher Pfarrer für die Filiale in Dasbach zuständig. Gehörte der Seelbacher Grund seit 1196 auch zur Pfarrei Oberjosbach, trennten sich die Wege, als die Nassauer um 1220 die eigenständige Pfarrei Niederseelbach aus der Taufe hoben. Die Ursprünge der Kirche reichen möglicherweise bis in karolingische Zeit um 800 zurück, als hier eine Feldkirche stand.

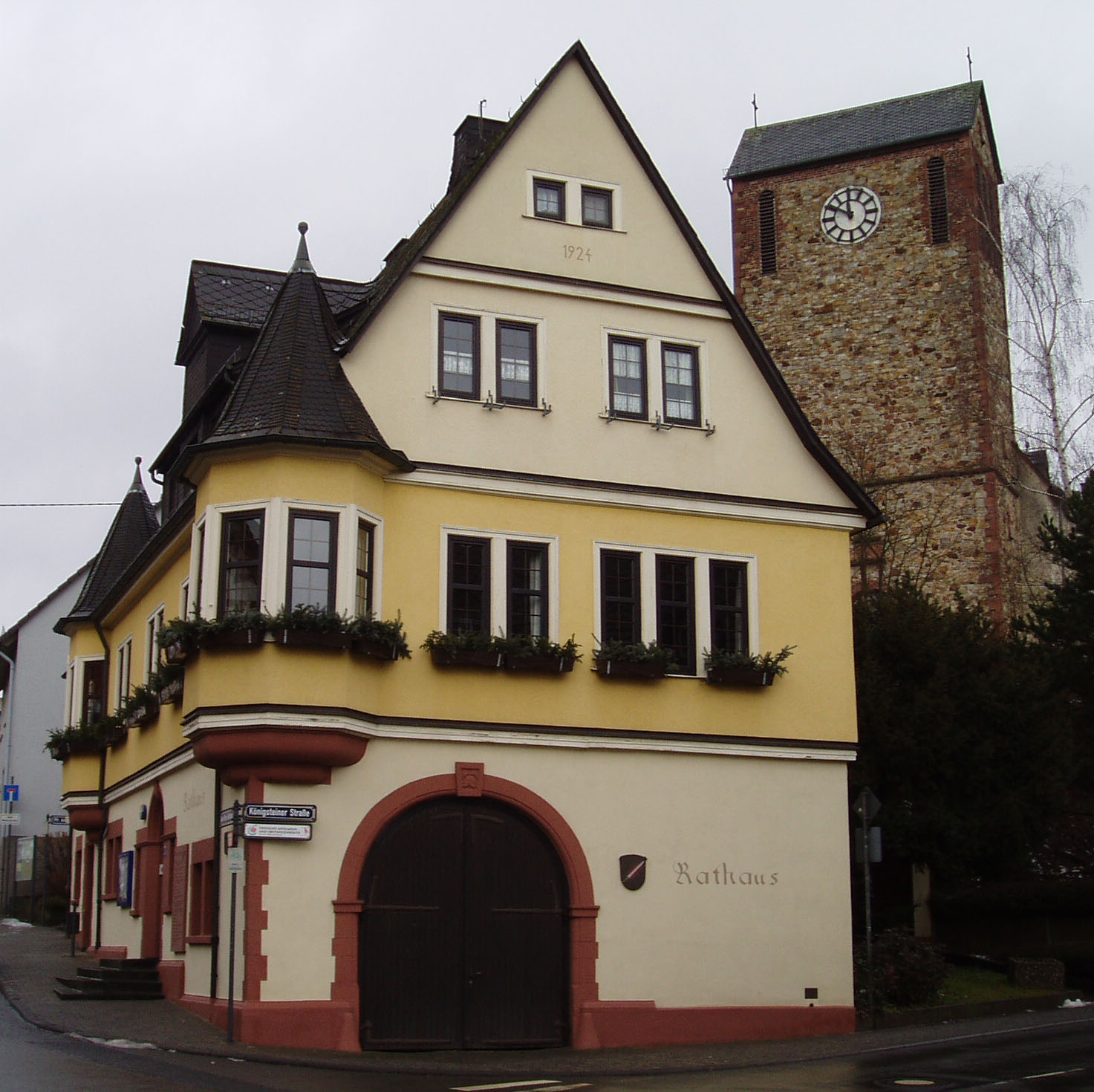
Rathaus und nach dem Zweiten Weltkrieg wieder aufgebaute katholische Kirche St. Michael in Oberjosbach

Engenhahns Gründung geht auf die Gründung des Klosters Bleidenstadt im Jahre 775 zurück, in dessen Umkreis sogenannte Meierhöfe errichtet wurden. Ein Mönch mit Namen Enicho gründete einen solchen und war damit Namensgeber von Engenhahn: Enicho im Hag bzw. Unechenhagin. Erstmals urkundlich erwähnt wurde der Ort 1221.
Oberseelbach taucht neben Lenzhahn als Medietas Ville superioris Selebach erstmals in einem Schloßborner Zehntregister auf. Dieses konnte auf den Zeitraum zwischen 1226 und 1233 datiert werden. Königshofen und Niedernhausen wurden erstmals um 1220 in einem Verzeichnis des Mainzer Stephanstiftes als Villa in Kunigishoue bzw. Niederinhusin erwähnt.

### Grenzstreitigkeiten zwischen Nassau-Idstein und Eppstein (1283–1806)
Die Gemarkung von Niedernhausen war seit dem frühen Mittelalter von Grenzstreitigkeiten zwischen den Herrschaften Nassau-Idstein und Eppstein geprägt. Diese gipfelten im 13. Jahrhundert in der Nassauisch-Eppsteinischen Fehde, bei der auch die neue Pfarrkirche in Oberjosbach gleich wieder zerstört und erst 1321 ein Nachfolgerbau geweiht wurde. Die Fehde wurde im Sühnevertrag von 1283 geschlichtet, in dem die Gebietszugehörigkeiten neu geregelt wurden. Allerdings festigte sich die bis dahin eher fließende Grenze zwischen den beiden Häusern erst um 1500.
Die kleine Siedlung Obernhausen, Pendant von Niedernhausen und im Grenzbereich gelegen, fiel während dieser Zeit der Pest zum Opfer. 1544 existierte der Ort nicht mehr.
Die Reformation führte zu einer weiteren Trennung zwischen den Orten im Seelbacher Grund und Oberjosbach. Letzteres wurde, nachdem es von 1540 bis 1604 protestantisch war, bedingt durch die seit 1581 bestehende Zugehörigkeit zu Kurmainz wieder katholisch. Die Angehörigen des Kirchspiels Niederseelbach wurden dagegen – entsprechend dem Glaubensbekenntnis der Grafen von Nassau-Idstein – ab 1581 lutherisch.
Diese Konstellation blieb auch bis zum Ende des Dreißigjährigen Krieges bestehen. Der Krieg hatte die Dörfer stark mitgenommen: Niedernhausen, Königshofen und Engenhahn waren fast vollständig entvölkert, in Oberseelbach überlebten gerade einmal 14 Einwohner.
Nach dem Westfälischen Frieden siedelte Graf Johannes von Nassau-Idstein in den verwüsteten Orten der Grafschaft, darunter Niedernhausen, Königshofen und Engenhahn Wallonen aus dem Hochstift Lüttich an. Diesen gestattete er zwar, ihrem katholischen Glauben treu zu bleiben, unterstellte sie aber dennoch dem lutherischen Pfarrer von Niederseelbach. Noch heute finden sich einige Wallonische Familiennamen in Niedernhausen. Auf Betreiben der Wallonen wurde in Niedernhausen ein Eisenhammer in Betrieb genommen.
Der Mainzer Kurfürst und Erzbischof Anselm Franz von Ingelheim ersetzte 1680 die Oberjosbacher Kapelle durch eine Kirche im Renaissancestil.
1723 wurde die Grenze zwischen Idstein und Eppstein versteint, das heißt Grenzsteine gesetzt, die auf einer Seite den nassauischen Löwen und auf der anderen das Mainzer Rad zeigten. Diese Steine sind heute noch zwischen Niedernhausen und Oberjosbach zu sehen. 1728 errichtete der Kurfürst Erzbischof Lothar Franz von Schönborn erneut die Pfarrei in Oberjosbach, in der auch die Katholiken des Seelbacher Grundes ungeachtet der Grenze eine neue Heimat fanden. Die Schule in Niederseelbach wurde 1778 erstmals erwähnt. Sie wurde von den Kindern der umliegenden Dörfer besucht.

### Herzogtum Nassau, Eisenbahnbau und Luftkurort (1806–1914)
1806 wurde das Herzogtum Nassau gegründet. Dadurch verlor die seit dem Mittelalter bestehende Grenze zwischen Oberjosbach und Niedernhausen ihre Bedeutung.
1859 gründete Oberseelbach zusammen mit den heute zu Idstein gehörenden benachbarten Orten Dasbach und Lenzhahn einen Schulverband, 1863 wurde das neue Schulgebäude eröffnet.
Der große Aufschwung kam mit dem Bau der Eisenbahn 1877. Die Main-Lahn-Bahn verband fortan das Rhein-Main-Gebiet mit Limburg an der Lahn. Als 1879 die Querverbindung nach Wiesbaden eröffnet wurde, wurde Niedernhausen gar zum Eisenbahnknotenpunkt. Ein erstes Bahnhofsgebäude entstand 1880, 1906 wurde ein neues repräsentatives Gebäude errichtet, Gleis- und Abfertigungsanlagen für die Dampflokomotiven entstanden. Ein alter Lokschuppen sowie ein zugehöriger Wasserturm sind heute noch erhalten. 1913 wurde das zweite Gleis der Strecke gebaut. 1903 erhielt auch Niederseelbach einen eigenen Haltepunkt, der jedoch 1971 wieder geschlossen wurde.
Die bisher über Jahrhunderte auf die Landwirtschaft und Waldarbeit ausgerichtete Bevölkerung hatte nun die Möglichkeit, industrieller und handwerklicher Tätigkeit in den nun leicht zu erreichenden Städten nachzukommen. Davon profitierten nicht nur Niedernhausen und Niederseelbach, sondern auch die Dörfer in der nahen Umgebung. Durch die leichte Erreichbarkeit konnte Niedernhausen nun sogar zum Luftkurort aufsteigen, die Kurgäste konnten bequem mit der Bahn anreisen. Zahlreiche alte Hotel-Villen der Gründerzeit im ehemaligen Kurviertel an der Schönen Aussicht belegen diese Zeit. Zudem ist heute noch die alte Jugendherberge an der Frankfurter Straße zu finden. Das inoffizielle Kurhaus war die ehemalige Pulvermühle im Theißtal an der Grenze zwischen Königshofen und Niedernhausen. Um die Jahrhundertwende stieg die Einwohnerzahl von Niedernhausen dann auf etwa 1200.

### Weimarer Republik, Drittes Reich und Zweiter Weltkrieg
Nach dem Ersten Weltkrieg wurde das linke Rheinufer sowie die drei Brückenköpfe Köln, Koblenz und Mainz jeweils im Umkreis von 30 Kilometern von den Alliierten besetzt. Niedernhausen und seine heutigen Ortsteile fielen dabei unter französische Besatzung, zeitweise waren mehrere hundert Soldaten anwesend. Ab September 1919 wurden die Truppen von den kleineren Orten wieder abgezogen. Am 8. November 1919 fand die erste Gemeindevertreterwahl statt, bei der auch Frauen zum ersten Mal wählen durften.
Auch nach dem Ersten Weltkrieg kamen viele Kurgäste und Sommerfrischler nach Niedernhausen, darunter auch viele Juden. Vielleicht sind dieser Umstand und auch die Jahrhunderte zurückliegende Ansiedlung der Wallonen in Niedernhausen ein Grund dafür, dass der Umgang mit fremden Kulturen von Normalität geprägt war. Aus der Zeit des Nationalsozialismus gibt es jedenfalls keine Überlieferung nennenswerter politischer Aktionen. Es gab allerdings eine sogenannte Führer-Schule, die als Ausbildungszentrum für die Hitlerjugend diente.
Wie in vielen deutschen Städten gab es auch in Niedernhausen Umbenennungen von Straßen und Gebäuden: es gab einen Hindenburgplatz und ein Teil der Niederseelbacher Straße in Königshofen und die Austraße in Niedernhausen hießen jeweils Adolf-Hitler-Straße. Die Lehrer der Schulen schienen Berichten von Schülern zufolge recht linientreu gewesen zu sein und stachelten ihre Schüler zur Sammlung von Hilfsgütern an. Hier wird aber auch von vereinzelten regimekritischen Stimmen berichtet. So bestellte beispielsweise eine Angestellte der Führer-Schule kurzerhand das Abonnement des Propagandablatts Der Stürmer ab, obwohl sie dabei mit Konsequenzen rechnen musste. Als der Bürgermeister kurz vor Kriegsende die Räumung des Ortes befahl, wurde er von der Bevölkerung ausgelacht.
Mit dem Bau der Autobahn 1937 bis 1939 gab es einen weiteren Aufschwung, da Niedernhausen auch eine eigene Auffahrt erhielt, die von der steigenden Zahl der Autos genutzt werden konnte. Der Bau der Theißtalbrücke, der noch vor Beginn des Zweiten Weltkriegs abgeschlossen wurde, beschäftigte zeitweise bis zu 700 Arbeiter, welche in Niedernhausen untergebracht waren und versorgt werden mussten.
Nachdem Niedernhausen Anfang des Zweiten Weltkrieges verschont geblieben war, änderte sich dies mit dem Vormarsch der Alliierten ab 1944. Aufgrund seiner Bedeutung als Eisenbahnknotenpunkt und wegen der ansässigen Führerschule mit ihren Funkanlagen wurde der Ort deutlich stärker bombardiert als vergleichbare Orte in der Umgebung. Zwischen Mai 1944 und März 1945 gab es mindestens acht Luftangriffe. Beim schwersten am 22. Februar 1945 wurden das Bahnhofsgebäude, große Teile der Gleisanlagen sowie etwa 30 abgestellte Lokomotiven und Dutzende von Waggons zerstört.
Getroffen wurden bei den Angriffen aber nicht nur die Bahnanlagen, sondern auch mehrere Wohngebäude in Niedernhausen und Königshofen. Im Juli 1944 wurde ein von Eppstein kommender Zug bombardiert; die Zahl der Toten wurde auf 30 bis 40 geschätzt. In der Nacht vom 25. auf den 26. August 1944 brannte die Pfarrkirche von Oberjosbach durch eine Brandbombe bis auf die Grundmauern nieder. Insgesamt kamen bei den Angriffen etwa 200 Menschen ums Leben. Auch heute noch finden sich in den Wäldern um Niedernhausen viele Bombentrichter. Bei einem der Angriffe im August 1944 wurden drei mit ihrem Fallschirm abgesprungene amerikanische Soldaten von der Bevölkerung gelyncht.
Als im März 1945 die US Army über Engenhahn und Niederseelbach nach Königshofen und Niedernhausen vorrückte, gab es keinen Widerstand. Wohl deshalb und wegen des schnellen Vordringens der GIs konnte eine Sprengung der Theißtalbrücke verhindert werden.

### Nachkriegszeit bis 1971
Nach dem Zweiten Weltkrieg kamen wie überall in Westdeutschland zahlreiche Flüchtlinge und Heimatvertriebene aus den ehemaligen deutschen Ostgebieten und aus dem Sudetenland in die einzelnen Ortsteile, vor allem nach Oberjosbach, Niedernhausen, Königshofen und Niederseelbach. Dadurch vergrößerte Niederseelbach beispielsweise seine Einwohnerzahl bis 1960 gegenüber dem Jahr 1939 um das Doppelte. In den 1950er Jahren wurden die ersten Neubaugebiete ausgewiesen.
Die wieder aufgebaute Pfarrkirche in Oberjosbach wurde bereits 1949 eröffnet.
In Engenhahn entstand aus dem Wildparkgelände zunächst ein Gebiet für Wochenendhäuser. Ab 1975 wurde es ein offizielles und exklusives Baugebiet, in dem Prominente wie Wim Thoelke, Ebby Thust und Susanne Fröhlich wohnen bzw. wohnten.
1964 nahm Oberseelbach erstmals am Wettbewerb „Unser Dorf soll schöner werden“ teil, 1965 wurde es Landessieger in Hessen.
Als Ende der 1960er Jahre der Bau der S-Bahn Rhein-Main geplant wurde und absehbar war, dass Niedernhausen einer der Endstationen werden sollte, erlebte der Ort ein starkes Bevölkerungswachstum. Das große Baugebiet Lenzhahner Weg entstand; in den 1970er Jahren wurden hier auch vier Wohnhochhäuser und ein Dutzend größere Wohnblöcke gebaut. Die erste S-Bahn der Linie 2 erreichte den Niedernhausener Bahnhof am 25. August 1975.
1970 wurde die Ortsumgehung von Oberseelbach eröffnet, die die enge Hauptstraße des Ortes vom Durchgangsverkehr befreite.

### Grenzänderungen und Gebietsreform ab 1971
Die Gemeinden Niedernhausen und Königshofen unterzeichneten im Zuge der Gebietsreform in Hessen – trotz der seit alters her gegeneinander bestehenden Abneigungen – einen Grenzänderungsvertrag und fusionierten mit Wirkung vom 1. Oktober 1971 zur neuen Gemeinde Niedernhausen. Königshofen behielt dabei seine Ortsteilbezeichnung.
Am 1. Januar 1977 wurden die bisher selbständigen Gemeinden Niedernhausen, Engenhahn, Niederseelbach, Oberseelbach und Oberjosbach durch Landesgesetz zur neuen Großgemeinde Niedernhausen zusammengeschlossen. Gleichzeitig wurde die Gemeinde Teil des mit selbem Datum neu gegründeten Rheingau-Taunus-Kreises mit der Kreisstadt Bad Schwalbach. Zuvor gehörte Niedernhausen zum Main-Taunus-Kreis.
Für alle eingegliederten Gemeinden sowie für die Kerngemeinde wurden Ortsbezirke mit Ortsbeirat und Ortsvorsteher nach der Hessischen Gemeindeordnung gebildet.
Zuvor hatte es zwischen Idstein und Niedernhausen ein starkes Werben um die Gemeinden im Seelbacher Grund gegeben. Dabei gab es auch die Überlegung, eine selbständige Gemeinde Lenzenberg mit Engenhahn, Ober- und Niederseelbach sowie Lenzhahn und Dasbach zu bilden. Schließlich entschieden sich Engenhahn, Ober- und Niederseelbach für Niedernhausen, Dasbach und Lenzhahn, trotz ihrer Jahrhunderte dauernden Verbundenheit zu Ober- und Niederseelbach, für Idstein.
Anfang der 1980er Jahre wurde das alte Schulgebäude und Rathaus in Niedernhausen zum neuen Rathaus der Gesamtgemeinde erweitert sowie die Autalhalle errichtet.
Ab 1985 wurde ein weiteres großes Baugebiet auf dem Schäfersberg beim Ortsteil Niedernhausen ausgewiesen.
Heute lebt im Ortsteil Niedernhausen mehr als die Hälfte der Einwohner. Zweitgrößter Ortsteil ist Oberjosbach mit 2150, kleinster Oberseelbach mit 450 Einwohnern. Die Ortsteile Oberjosbach, Oberseelbach, Niederseelbach und Engenhahn haben dabei ihren dörflichen Charakter weitgehend bewahrt.

## Bevölkerung

### Einwohnerstruktur 2011
Nach den Erhebungen des Zensus 2011 lebten am Stichtag 9. Mai 2011 14.410 Menschen in Niedernhausen. Darunter waren 1097 (7,6 %) Ausländer, von denen 426 aus dem EU-Ausland, 216 aus anderen europäischen Ländern und 455 aus anderen Staaten kamen. Von den deutschen Einwohnern hatten 10,2 % einen Migrationshintergrund. (Bis zum Jahr 2020 erhöhte sich die Ausländerquote auf 12,8 %.) Nach dem Lebensalter waren 2432 Einwohner unter 18 Jahren, 5796 zwischen 18 und 49, 3232 zwischen 50 und 64 und 2954 Einwohner waren älter. Die Einwohner lebten in 6615 Haushalten. Davon waren 2130 Singlehaushalte, 2186 Paare ohne Kinder, 1732 Paare mit Kindern, 450 Alleinerziehende und 117 Wohngemeinschaften. In 1426 Haushalten lebten ausschließlich Senioren und in 4547 Haushaltungen lebten keine Senioren.

### Einwohnerentwicklung
Niedernhausen hat seit der Gründung der Gesamtgemeinde zum 1. Januar 1977 einen starken Bevölkerungsanstieg zu verzeichnen. Die Einwohnerzahl stieg von 12.055 bei der Volkszählung im Mai 1987 auf 14.722 im Juni 2003. Dies bedeutete einen Bevölkerungsanstieg von über 22 Prozent (Kreisdurchschnitt etwa 11 Prozent). Ursachen sind vor allem die verkehrsgünstige Lage und gleichzeitige Nähe zur Natur sowie die damit verbundene fortschreitende Bebauung des Neubaugebietes Schäfersberg in dieser Zeit. In den letzten Jahren stagniert der Anstieg jedoch, was vor allem daran liegt, dass in den großen Neubaugebieten Lenzhahner Weg und Schäfersberg kaum noch freie Baugrundstücke vorhanden sind und bisher keine neuen Siedlungsflächen ausgewiesen wurden.
| Niedernhausen: Einwohnerzahlen von 1821 bis 2020 | Niedernhausen: Einwohnerzahlen von 1821 bis 2020 | Niedernhausen: Einwohnerzahlen von 1821 bis 2020 | Niedernhausen: Einwohnerzahlen von 1821 bis 2020 | Niedernhausen: Einwohnerzahlen von 1821 bis 2020 |
| --- | ------------------------------------------------ | ------------------------------------------------ | ------------------------------------------------ | ------------------------------------------------ |
| Jahr |                                                  |                                                  |                                                  | Einwohner                                        |
| 1821 | 1821                                             |                                                  | 349                                              | 349                                              |
| 1834 | 1834                                             |                                                  | 408                                              | 408                                              |
| 1840 | 1840                                             |                                                  | 426                                              | 426                                              |
| 1846 | 1846                                             |                                                  | 430                                              | 430                                              |
| 1852 | 1852                                             |                                                  | 482                                              | 482                                              |
| 1858 | 1858                                             |                                                  | 462                                              | 462                                              |
| 1864 | 1864                                             |                                                  | 405                                              | 405                                              |
| 1871 | 1871                                             |                                                  | 455                                              | 455                                              |
| 1875 | 1875                                             |                                                  | 662                                              | 662                                              |
| 1885 | 1885                                             |                                                  | 509                                              | 509                                              |
| 1895 | 1895                                             |                                                  | 662                                              | 662                                              |
| 1905 | 1905                                             |                                                  | 900                                              | 900                                              |
| 1910 | 1910                                             |                                                  | 1.010                                            | 1.010                                            |
| 1925 | 1925                                             |                                                  | 1.198                                            | 1.198                                            |
| 1939 | 1939                                             |                                                  | 1.371                                            | 1.371                                            |
| 1946 | 1946                                             |                                                  | 1.703                                            | 1.703                                            |
| 1950 | 1950                                             |                                                  | 1.882                                            | 1.882                                            |
| 1956 | 1956                                             |                                                  | 1.945                                            | 1.945                                            |
| 1961 | 1961                                             |                                                  | 2.163                                            | 2.163                                            |
| 1967 | 1967                                             |                                                  | 2.350                                            | 2.350                                            |
| 1970 | 1970                                             |                                                  | 2.340                                            | 2.340                                            |
| 1973 | 1973                                             |                                                  | 9.291                                            | 9.291                                            |
| 1975 | 1975                                             |                                                  | 9.775                                            | 9.775                                            |
| 1980 | 1980                                             |                                                  | 11.231                                           | 11.231                                           |
| 1985 | 1985                                             |                                                  | 11.877                                           | 11.877                                           |
| 1990 | 1990                                             |                                                  | 13.333                                           | 13.333                                           |
| 1995 | 1995                                             |                                                  | 14.332                                           | 14.332                                           |
| 2000 | 2000                                             |                                                  | 14.870                                           | 14.870                                           |
| 2005 | 2005                                             |                                                  | 14.692                                           | 14.692                                           |
| 2010 | 2010                                             |                                                  | 14.468                                           | 14.468                                           |
| 2011 | 2011                                             |                                                  | 14.410                                           | 14.410                                           |
| 2015 | 2015                                             |                                                  | 14.544                                           | 14.544                                           |
| 2020 | 2020                                             |                                                  | 14.805                                           | 14.805                                           |
| Datenquelle: Historisches Gemeindeverzeichnis für Hessen: Die Bevölkerung der Gemeinden 1834 bis 1967. Wiesbaden: Hessisches Statistisches Landesamt, 1968. Weitere Quellen: ; Hessisches Statistisches Informationssystem; Zensus 2011 nach 1970 einschließlich der im Zuge der Gebietsreform in Hessen eingegliederten Orte. |                                                  |                                                  |                                                  |                                                  |

### Religionszugehörigkeit
| • 1885: | 121 evangelische (= 23,77 %), 388 katholische (= 76,27 %) Einwohner                                                                                 |
| • 1961: | 830 evangelische (= 38,37 %), 1236 katholische (= 57,14 %) Einwohner                                                                                |
| • 2011: | 4670 evangelische (= 32,5 %), 4330 katholische (= 30,2 %), 160 orthodoxe (= 1,1 %), 300 andersgläubig (= 2,1 %), 4770 sonstige (= 33,3 %) Einwohner |

## Politik

### Gemeindevertretung und Ortsbeiräte
Die Gemeindevertretung ist nach der Hessischen Gemeindeordnung das oberste politische Organ von Niedernhausen und wird alle fünf Jahre von den wahlberechtigten Bürgerinnen und Bürgern gewählt. Sie besteht aus 37 Gemeindevertretern. Vorsitzender der Gemeindevertretung ist Alexander Müller.
Die Kommunalwahl am 14. März 2021 lieferte folgendes Ergebnis, in Vergleich gesetzt zu früheren Kommunalwahlen:
| Sitzverteilung in der Gemeindevertretung 2021Insgesamt 37 Sitze - SPD: 6 - Grüne: 7 - FDP: 4 - CDU: 13 - WGN: 3 - OLN: 3 - BfN: 1 | Wahl- jahr | Wahl- beteili- gung | Es entfielen auf die Wahlvorschläge von | Es entfielen auf die Wahlvorschläge von | Es entfielen auf die Wahlvorschläge von | Es entfielen auf die Wahlvorschläge von | Es entfielen auf die Wahlvorschläge von | Es entfielen auf die Wahlvorschläge von | Es entfielen auf die Wahlvorschläge von | Es entfielen auf die Wahlvorschläge von | Es entfielen auf die Wahlvorschläge von | Es entfielen auf die Wahlvorschläge von | Es entfielen auf die Wahlvorschläge von | Es entfielen auf die Wahlvorschläge von | Es entfielen auf die Wahlvorschläge von | Es entfielen auf die Wahlvorschläge von | Es entfielen auf die Wahlvorschläge von | Es entfielen auf die Wahlvorschläge von |
| Sitzverteilung in der Gemeindevertretung 2021Insgesamt 37 Sitze - SPD: 6 - Grüne: 7 - FDP: 4 - CDU: 13 - WGN: 3 - OLN: 3 - BfN: 1 | Wahl- jahr | Wahl- beteili- gung | CDU                                     | CDU                                     | SPD                                     | SPD                                     | FDP                                     | FDP                                     | Grüne                                   | Grüne                                   | WGN                                     | WGN                                     | OLN                                     | OLN                                     | BfN                                     | BfN                                     | Insgesamt                               | Insgesamt                               |
| Sitzverteilung in der Gemeindevertretung 2021Insgesamt 37 Sitze - SPD: 6 - Grüne: 7 - FDP: 4 - CDU: 13 - WGN: 3 - OLN: 3 - BfN: 1 | Wahl- jahr | %                   | %                                       | Sitze                                   | %                                       | Sitze                                   | %                                       | Sitze                                   | %                                       | Sitze                                   | %                                       | Sitze                                   | %                                       | Sitze                                   | %                                       | Sitze                                   | %                                       | Sitze                                   |
| Sitzverteilung in der Gemeindevertretung 2021Insgesamt 37 Sitze - SPD: 6 - Grüne: 7 - FDP: 4 - CDU: 13 - WGN: 3 - OLN: 3 - BfN: 1 | 2021       | 57,3                | 33,9                                    | 13                                      | 17,4                                    | 6                                       | 10,9                                    | 4                                       | 17,8                                    | 7                                       | 9,3                                     | 3                                       | 7,7                                     | 3                                       | 2,9                                     | 1                                       | 100                                     | 37                                      |
| Sitzverteilung in der Gemeindevertretung 2021Insgesamt 37 Sitze - SPD: 6 - Grüne: 7 - FDP: 4 - CDU: 13 - WGN: 3 - OLN: 3 - BfN: 1 | 2016       | 55,3                | 34,7                                    | 13                                      | 17,2                                    | 6                                       | 9,6                                     | 4                                       | 12,9                                    | 5                                       | 12,2                                    | 4                                       | 13,5                                    | 5                                       | –                                       | –                                       | 100                                     | 37                                      |
| Sitzverteilung in der Gemeindevertretung 2021Insgesamt 37 Sitze - SPD: 6 - Grüne: 7 - FDP: 4 - CDU: 13 - WGN: 3 - OLN: 3 - BfN: 1 | 2011       | 50,2                | 30,1                                    | 11                                      | 24,3                                    | 9                                       | 5,8                                     | 2                                       | 23,1                                    | 9                                       | 10,8                                    | 4                                       | 5,7                                     | 2                                       | –                                       | –                                       | 100                                     | 37                                      |
| Sitzverteilung in der Gemeindevertretung 2021Insgesamt 37 Sitze - SPD: 6 - Grüne: 7 - FDP: 4 - CDU: 13 - WGN: 3 - OLN: 3 - BfN: 1 | 2006       | 48,3                | 39,5                                    | 15                                      | 26,3                                    | 10                                      | 6,4                                     | 2                                       | 10,5                                    | 4                                       | 17,4                                    | 6                                       | –                                       | –                                       | –                                       | –                                       | 100                                     | 37                                      |
| Sitzverteilung in der Gemeindevertretung 2021Insgesamt 37 Sitze - SPD: 6 - Grüne: 7 - FDP: 4 - CDU: 13 - WGN: 3 - OLN: 3 - BfN: 1 | 2001       | 59,6                | 45,3                                    | 17                                      | 35,0                                    | 13                                      | 11,5                                    | 4                                       | 8,2                                     | 3                                       | –                                       | –                                       | –                                       | –                                       | –                                       | –                                       | 100                                     | 37                                      |
| Sitzverteilung in der Gemeindevertretung 2021Insgesamt 37 Sitze - SPD: 6 - Grüne: 7 - FDP: 4 - CDU: 13 - WGN: 3 - OLN: 3 - BfN: 1 | 1997       | 65,4                | 35,9                                    | 13                                      | 31,4                                    | 12                                      | 11,8                                    | 4                                       | 7,4                                     | 3                                       | 13,5                                    | 5                                       | –                                       | –                                       | –                                       | –                                       | 100                                     | 37                                      |

Die Gemeindevertretung wird durch zwei Ausschüsse unterstützt, in denen Themen vorbereitet werden, damit sie der Gemeindevertretung zur Abstimmung vorgelegt werden können. Die zwei Ausschüsse sind: der Haupt- und Finanzausschuss, sowie der Bau-, Umwelt- und Sozialausschuss. Die Ausschüsse haben jeweils sieben Mitglieder.
Die Belange der sechs nach der Hauptsatzung bestehenden Ortsbezirke werden von den zugleich mit der Gemeindevertretung direkt gewählten Ortsbeiräten gewahrt. Diese haben ein Anhörungsrecht zu allen wichtigen Angelegenheiten, die den Ortsbezirk betreffen, und ein Vorschlagsrecht in allen Angelegenheiten, die den Ortsbezirk angehen. Sie nehmen zu denjenigen Fragen Stellung, die ihnen von der Gemeindevertretung oder vom Gemeindevorstand vorgelegt werden.
Die politischen Gremien tagen im Rathaus der Gemeinde im Ortsteil Niedernhausen oder in der Autalhalle.

### Bürgermeister und Gemeindevorstand
Nach der hessischen Kommunalverfassung wird der Bürgermeister für eine sechsjährige Amtszeit gewählt, seit dem Jahr 1993 in einer Direktwahl, und ist Vorsitzender des Gemeindevorstands, dem in der Gemeinde Niedernhausen neben dem Bürgermeister ehrenamtlich ein Erster Beigeordneter und acht weitere Beigeordnete angehören. Bürgermeisterin ist seit dem 1. November 2024 Lucie Maier-Frutig (CDU). Amtsvorgänger Joachim Reimann (CDU) wechselte in seiner zweiten Amtszeit am 1. Februar 2024 als Bürgermeister zur Stadt Taunusstein. Erster Beigeordneter Norbert Beltz (SPD) leitete die Gemeindeverwaltung kommissarisch und die Wahl eines neuen Bürgermeisters musste vorgezogen werden. Lucie Maier-Frutig wurde am 9. Juni 2024 im ersten Wahlgang bei 68,5 Prozent Wahlbeteiligung mit 55,7 Prozent der Stimmen gewählt.
Amtszeiten der Bürgermeister
- 2024–2030 Lucie Maier-Frutig (CDU)[23]
- 2013–2024 Joachim Reimann (CDU)[24]
- 1989–2013 Günter Döring (SPD)[27]
- 1977–1989 Klaus Ehrhart[28]
- 1972–1977 Erwin Hernichel (SPD)[29]

Die ehrenamtlichen Beigeordneten werden von der Gemeindevertretung in oder bald nach der konstituierenden Sitzung für die fünfjährige Wahlperiode bis zur nächsten Kommunalwahl in den Gemeindevorstand gewählt. Für die Dauer ihrer Wahlzeit werden sie zu Ehrenbeamten ernannt und können, im Gegensatz zu dem Bürgermeister als hauptamtlichem Mitglied, nicht abgewählt werden. Die Stärke der in der Gemeindevertretung vertretenen Fraktionen spiegelt sich grundsätzlich in der Zusammensetzung des ehrenamtlichen Gemeindevorstands wider. Vertreter des Bürgermeisters ist der Erste Beigeordnete Norbert Beltz (SPD).
Der Gemeindevorstand steht an der Spitze der Gemeindeverwaltung und wird von dieser unterstützt. Er trifft die Entscheidungen zu laufenden Verwaltungsangelegenheiten, bereitet gemeinsam mit der Verwaltung die Beschlüsse der Gemeindevertretung vor und führt diese aus. Er wirkt mit bei der Ausführung der Gesetze und Verordnungen innerhalb der Gemeinde, bei der Verwaltung des Vermögens, bei der Erstellung des Haushaltsplanes sowie bei der Überwachung des Kassen- und Rechnungswesens. Auch die Wahrung der Bürgerinteressen ist seine Aufgabe. Er vertritt die Gemeinde nach außen, führt den Schriftwechsel und vollzieht die Gemeindeurkunden. Er tagt unter Vorsitz des Bürgermeisters in nicht-öffentlichen Sitzungen. An den Sitzungen der Gemeindevertretung nimmt der Gemeindevorstand ohne Stimmrecht teil.

### Verwaltung

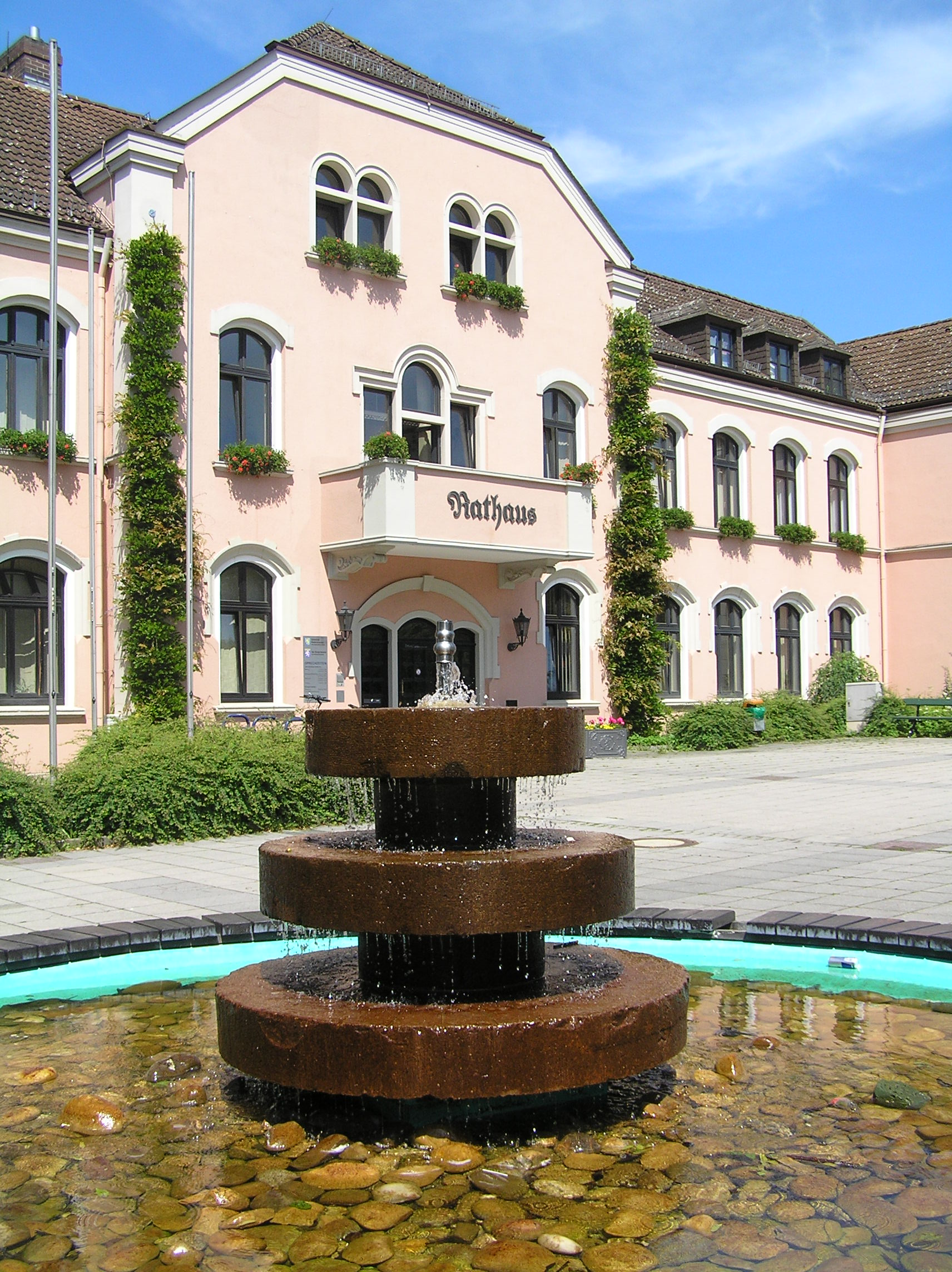
Rathaus der Gesamtgemeinde im Ortsteil Niedernhausen

Die Gemeindeverwaltung, die etwa 50 Verwaltungsmitarbeiter beschäftigt, ist mit den drei Fachbereichen (I – Zentrale Steuerung, II – Bürgerservice, Ordnung und Soziales, III – Bauen und Wohnen, Umwelt) im Rathaus am Wilrijkplatz untergebracht. Dort befindet sich mit dem Einwohnermeldeamt (Bürgerbüro) auch die wichtigste Anlaufstelle für die Bürger. Die Gemeinde betreibt einen eigenen Bauhof mit etwa 15 Mitarbeitern, der insbesondere für den Winterdienst, die Straßenreinigung, die Pflege von Friedhöfen, Sportplätzen, Kinderspielplätzen und Grünanlagen sowie die Reparatur und Instandhaltung von gemeindeeigenen Einrichtungen und Gebäuden zuständig ist. Die Wasserversorgung und die Abwasserbeseitigung wird von den Gemeindebetrieben (Eigenbetrieb Gemeindewerke Niedernhausen) sowie vom Wasserbeschaffungsverband Niedernhausen-Naurod sichergestellt. Außerdem gibt es einen vom Eigenbetrieb Abfallwirtschaft Rheingau-Taunus (EAW) betriebenen Recyclinghof. In den Gemeindekindergärten sind rund 35 Erzieherinnen beschäftigt. Die südlich des Ortes liegende Kläranlage wird vom Abwasserverband Main-Taunus betrieben.

### Wappen und Flagge

#### Wappen
| Wappen von Niedernhausen | Blasonierung: „In blauem, mit sechs goldenen Schindeln bestreuten Feld ein rot bewehrter goldener Löwe, in der linken Pranke ein silbernes Schwert haltend.“ |
| Wappen von Niedernhausen | Das Wappen wurde im Jahre 1977 durch den Heraldiker Heinz Ritt geschaffen und am 24. Februar 1978 durch das Hessische Innenministerium genehmigt. Es zeigt den goldenen nassauischen Löwen auf blauem Grund. Das silberne Schwert in seiner linken Pranke deutet auf die kurmainzische Vergangenheit Oberjosbachs hin: dessen Wappen zeigt in den kurmainzischen Farben ein rotes Schwert auf silbernem Grund, gleichzeitig Symbol des Heiligen Michael, dem Schutzpatron von Oberjosbach. Die sechs den Löwen umgebenden Schilder symbolisieren die sechs Ortsteile. |

#### Flagge
Die Flagge wurde am 27. April 1979 durch das Hessische Innenministerium genehmigt.
Flaggenbeschreibung: „Zwischen blauen Seitenstreifen, die je einen schmalen gelben Streifen einfassen, eine breite gelbe Mittelbahn, im oberen Drittel belegt mit dem Gemeindewappen.“

## Wirtschaft und Infrastruktur

### Wirtschaftsstruktur

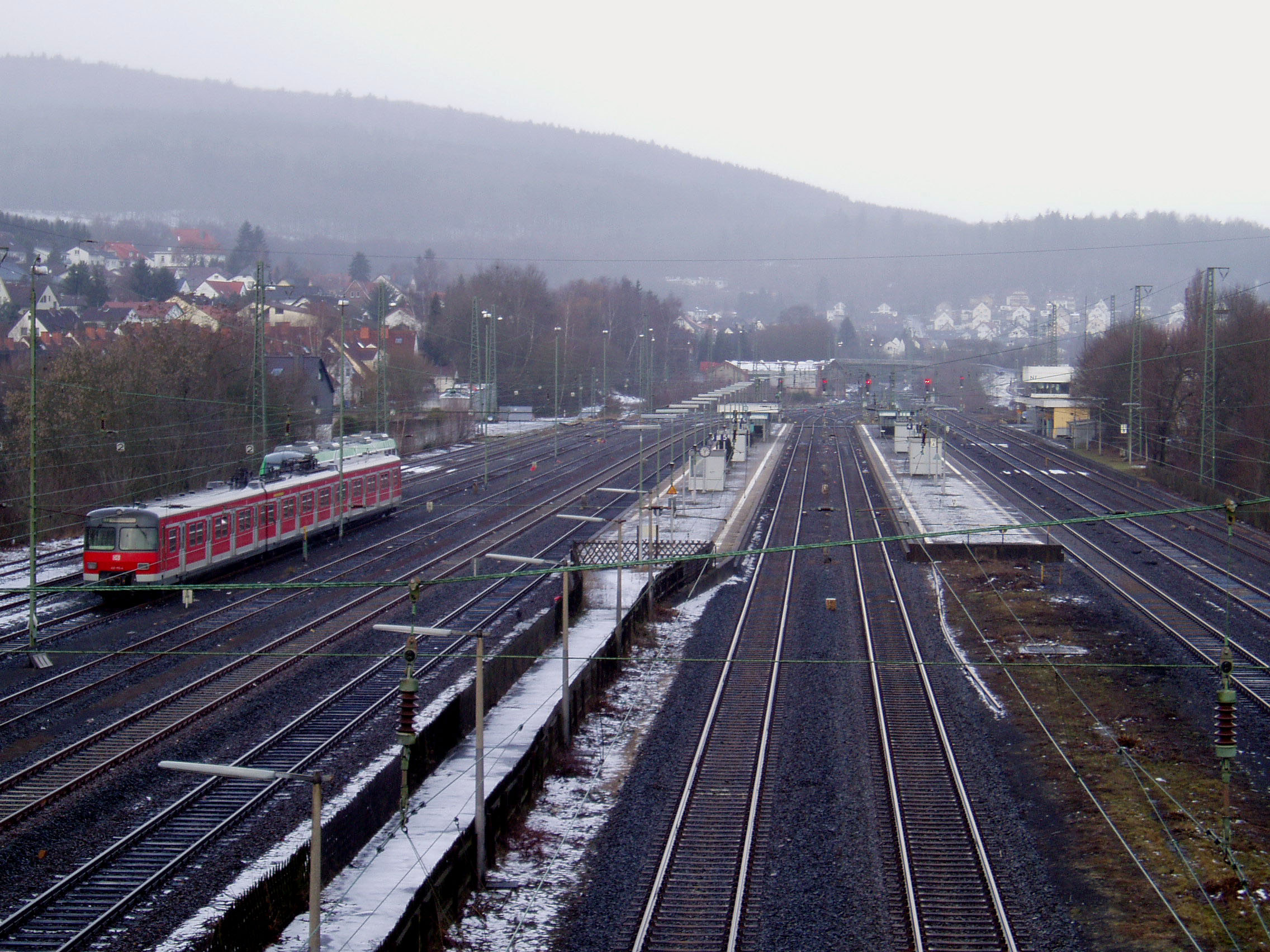
Bahnhof von Niedernhausen: Eisenbahnknotenpunkt an der Main-Lahn-Bahn

Niedernhausen gilt im Allgemeinen als sogenannte Schlafstadt, d. h. die Gemeinde dient vorwiegend Pendlern als Wohnsitz, die die Großstädte des Rhein-Main-Gebietes zum Ziel haben. Mit etwa 30 Prozent hat dabei Wiesbaden den größten Anteil, dicht gefolgt von Frankfurt am Main. Die Zahl der Arbeitsplätze stieg mit der Zahl der Einwohner, hat aber aufgrund der Pendlerstruktur nach wie vor einen relativ geringen Anteil von etwa 10 Prozent der Bevölkerungszahl. Im Juni 1987 waren 1192 Menschen in Niedernhausen beschäftigt, bis Juni 2002 stieg die Zahl um etwa 21 Prozent auf 1443. Der Dienstleistungsanteil lag 1987 bei 65 Prozent, 2002 bei 71 Prozent. Der Kaufkraftindex liegt 33,7 Prozent über dem Bundesdurchschnitt und ist zugleich die höchste im Rheingau-Taunus-Kreis.
Niedernhausen beherbergt vor allem kleine und mittlere Betriebe, überwiegend auf dem Dienstleistungssektor. Mittlerweile existieren über 30 High-Tech-Firmen, darunter etwa 20 in der IT-Branche sowie sieben Firmen in der Mess- und Regeltechnik. Der größte Arbeitgeber der Gemeinde mit 220 Beschäftigten ist die Hartmann Druckfarben GmbH in Niederseelbach, die seit 1968 hier angesiedelt ist. Hartmann Druckfarben ist eine Tochter des großen Druckfarbenherstellers Sun Chemical. Ein weiterer großer Arbeitgeber, das H+ Hotel ist ein Tagungs- und Kongresshotel mit 254 Zimmern und dem angeschlossenen Rhein-Main-Theater.
Seit 1976 war in der Schönen Aussicht der größte Verlag für deutschsprachige Ratgeber, die Falken-Verlagsgruppe, ansässig. Sie erwirtschaftete mit 120 Mitarbeitern und etwa 1200 lieferbaren Büchern einen Umsatz von etwa 45 Millionen Euro. Im Jahr 2000 wurde der Verlag allerdings vom Bertelsmann-Konzern übernommen und das Haus geschlossen.
Insgesamt gibt es vier Gewerbegebiete: jeweils ein kleineres in Königshofen, Ober- und Niederseelbach sowie ein etwas größeres in Niedernhausen in der Nähe der Autobahnauffahrt. Hier ist die weitere Ausweisung eines Misch- und Gewerbegebietes von etwa 5 Hektar Größe geplant.

### Flächennutzung
Für das Gemeindegebiet werden die folgenden Flächen in ha angegeben:
| Nutzungsart             | Nutzungsart             | 2011 | 2015 | ab 2016    | 2016 | 2020 |
| ----------------------- | ----------------------- | ---- | ---- | ---------- | ---- | ---- |
| Gesamtfläche            | Gesamtfläche            | 3531 | 3531 |            | 3529 | 3529 |
| Gebäude- und Freifläche | Gebäude- und Freifläche | 338  | 338  | Siedlung   | 399  | 400  |
| davon                   | Wohnen                  | 268  | 270  |            |      |      |
|                         | Gewerbe                 | 15   | 15   |            |      |      |
| Betriebsfläche          | Betriebsfläche          | 5    | 5    |            |      |      |
| davon                   | Abbauland               | 1    | 1    |            |      |      |
| Erholungsfläche         | Erholungsfläche         | 48   | 48   | Vegetation | 2865 | 2866 |
| davon                   | Grünanlage              | 39   | 40   |            |      |      |
| Verkehrsfläche          | Verkehrsfläche          | 249  | 249  | Verkehr    | 251  | 259  |
| Landwirtschaftsfläche   | Landwirtschaftsfläche   | 802  | 801  |            |      |      |
| davon                   | Moor                    | 0    | 0    |            |      |      |
|                         | Heide                   | 0    | 0    |            |      |      |
| Waldfläche              | Waldfläche              | 269  | 269  |            |      |      |
| Wasserfläche            | Wasserfläche            | 15   | 14   | Gewässer   | 14   | 14   |
| Sonstige Nutzung        | Sonstige Nutzung        | 6    | 6    |            |      |      |

### Verkehr

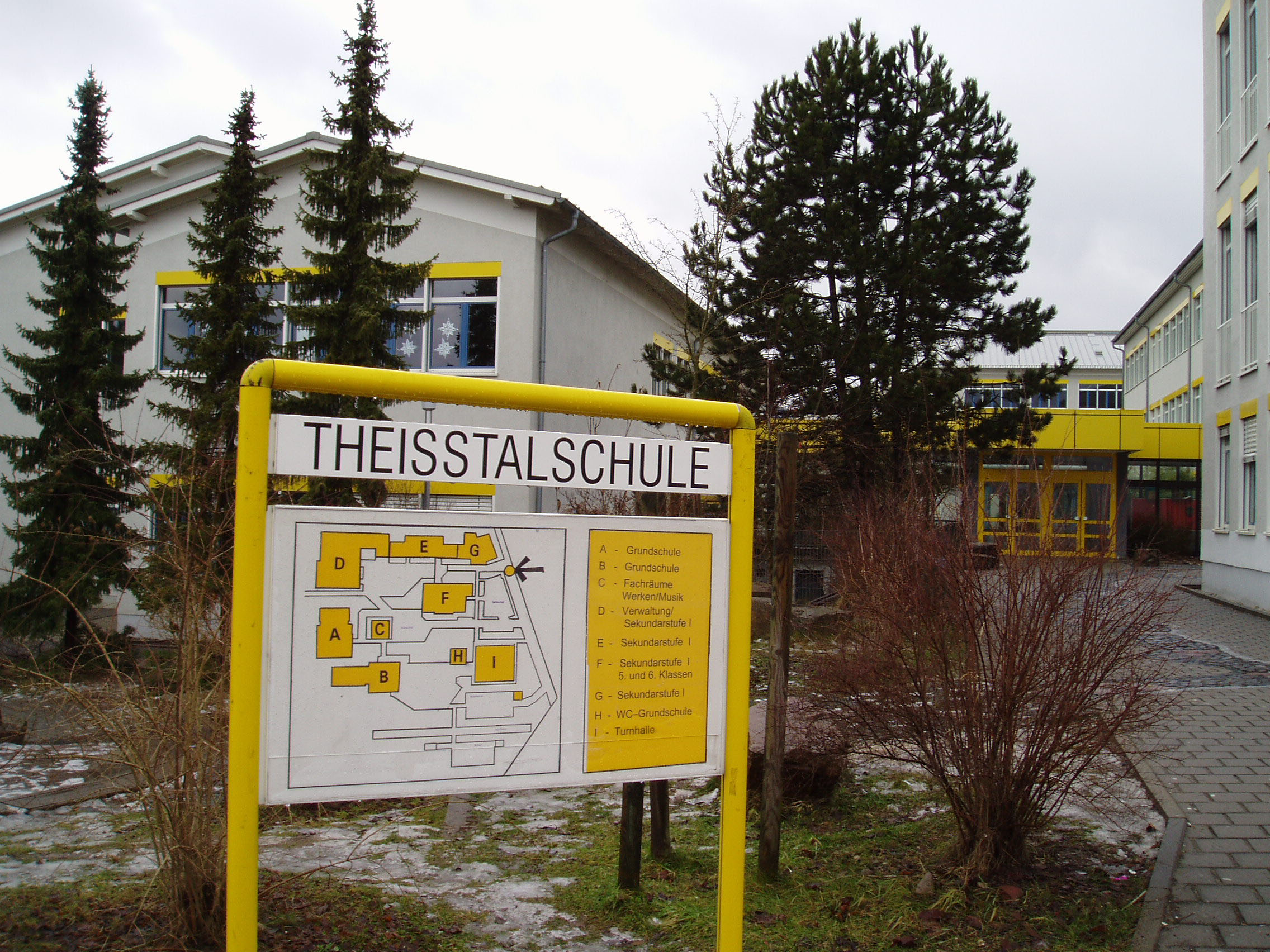
Theißtalschule: Kooperative Gesamtschule im Ortsteil Niedernhausen

Der Bahnhof Niedernhausen befindet sich an der Main-Lahn-Bahn, die von Frankfurt am Main nach Limburg an der Lahn führt. Die Strecke wurde bereits im Jahre 1877 eröffnet, der Bahnhof ist der Hauptknotenpunkt dieser Strecke zwischen Frankfurt-Höchst und Eschhofen, da hier die Ländchesbahn zum Wiesbadener Hauptbahnhof abzweigt. Aufgrund seiner überregionalen Bedeutung war der Bahnhof von Niedernhausen im Zweiten Weltkrieg Ziel mehrerer Luftangriffe.
Seit dem Jahre 1975 ist Niedernhausen zudem Endhaltepunkt der S-Bahn-Linie S2, welche die Gemeinde mit einer Fahrzeit von etwa 35 Minuten mit dem Frankfurter Hauptbahnhof verbindet. Durch die Gemarkung verläuft außerdem parallel zur Bundesautobahn 3 die Schnellfahrstrecke Köln-Rhein/Main mit dem 2765 Meter langen Niedernhausener Tunnel.
Neben den Zugverbindungen nach Frankfurt am Main, Wiesbaden und Limburg an der Lahn besteht eine Stadtbusverbindung nach Wiesbaden (Linie 22 der ESWE Verkehrsgesellschaft), der die Ortsteile Oberjosbach, Niedernhausen und Königshofen mit den Wiesbadener Stadtteilen Naurod und Bierstadt sowie mit der Innenstadt Wiesbadens und dem Hauptbahnhof verbindet. Von Oberjosbach beträgt die Fahrtzeit ca. 50 Minuten, vom Bahnhof und von Königshofen aus ca. 30 Minuten. Die anderen Ortsteile sind durch die Regionalbuslinien 220 (nur an Schultagen, Oberjosbach–Theißtalschule–Schöne Aussicht–Königshofen–Niederseelbach–Engenhahn/Oberseelbach–Idstein) und 240 (Bahnhof–Königshofen–Oberseelbach–Niederseelbach–Engenhahn–Neuhof–Hahn) miteinander verbunden.
Ausgewiesene Fußgängerzonen gibt es, abgesehen vom Wilrijkplatz vor dem Rathaus, in Niedernhausen nicht. Allerdings ist die Hauptgeschäftsstraße, die Bahnhofsstraße eine schmalere Einbahnstraße, die für diverse Veranstaltungen (Weihnachtsmarkt etc.) komplett für den Verkehr gesperrt wird.
In den die Gemeinde umgebenden Taunuswäldern gibt es ein dichtes Netz ausgeschilderter Wanderwege.
Am S-Bahnhof Niedernhausen ist eine Park-and-Ride-Anlage vorhanden. Ebenfalls eine ausreichende Anzahl an Parkplätzen bietet das Niedernhausener Waldschwimmbad. Im Ortskern sind zudem weitere Parkplätze vorhanden.
Niedernhausen besitzt eine Anschlussstelle der Bundesautobahn 3 Frankfurt am Main–Köln, die sich etwa zwei Kilometer südlich des Ortskerns befindet. An der Anschlussstelle vorbei und durch das Gemeindegebiet verläuft die Bundesstraße 455.
Der Flughafen Frankfurt Main ist über die Autobahn in etwa 20 Minuten zu erreichen. Mit dem Zug dauert es – mit Umstieg in Frankfurt (Main) Hauptbahnhof oder Wiesbaden Hauptbahnhof – etwa eine Stunde. Aufgrund dieser kurzen Anfahrtszeit zum Flughafen ist Niedernhausen auch für dessen Beschäftigte als Wohnsitz sehr beliebt.

### Bildung
In Niedernhausen gibt es zwei öffentliche Schulen. Die Theißtalschule im Ortsteil Niedernhausen wurde Ende der 1990er Jahre von einer Grundschule mit Förderstufe in eine Kooperative Gesamtschule mit Grundstufe sowie Gymnasial-, Realschul- und Hauptschulzweig ausgebaut. Die Lenzenbergschule im Ortsteil Niederseelbach ist eine sogenannte Mittelpunkts-Grundschule für die Ortsteile Engenhahn, Niederseelbach und Oberseelbach. Im Ortsteil Königshofen gibt es zudem ein Privatgymnasium sowie eine Musikschule.
Sachaufwandsträger der beiden öffentlichen Schulen ist der Rheingau-Taunus-Kreis.

### Kirchen
Im Gemeindegebiet gibt es insgesamt drei katholische, zwei evangelische und eine neuapostolische Kirchengemeinde. Die katholischen Gemeinden sind Maria Königin in Niedernhausen, St. Michael in Oberjosbach und St. Martha in Engenhahn, seit einigen Jahren mit umliegenden Gemeinden zusammengefasst zur Pfarrei St. Martin Idsteiner Land mit Sitz in Idstein. Die beiden evangelischen Gemeinden sind die Gemeinde der Christuskirche in Niedernhausen sowie eine weitere in Niederseelbach mit der ältesten Kirche in Niedernhausen, der Johanneskirche aus dem 15. Jahrhundert. Die alte katholische Kirche in Niedernhausen wird heute als Kulturzentrum genutzt.

### Sport- und Freizeiteinrichtungen

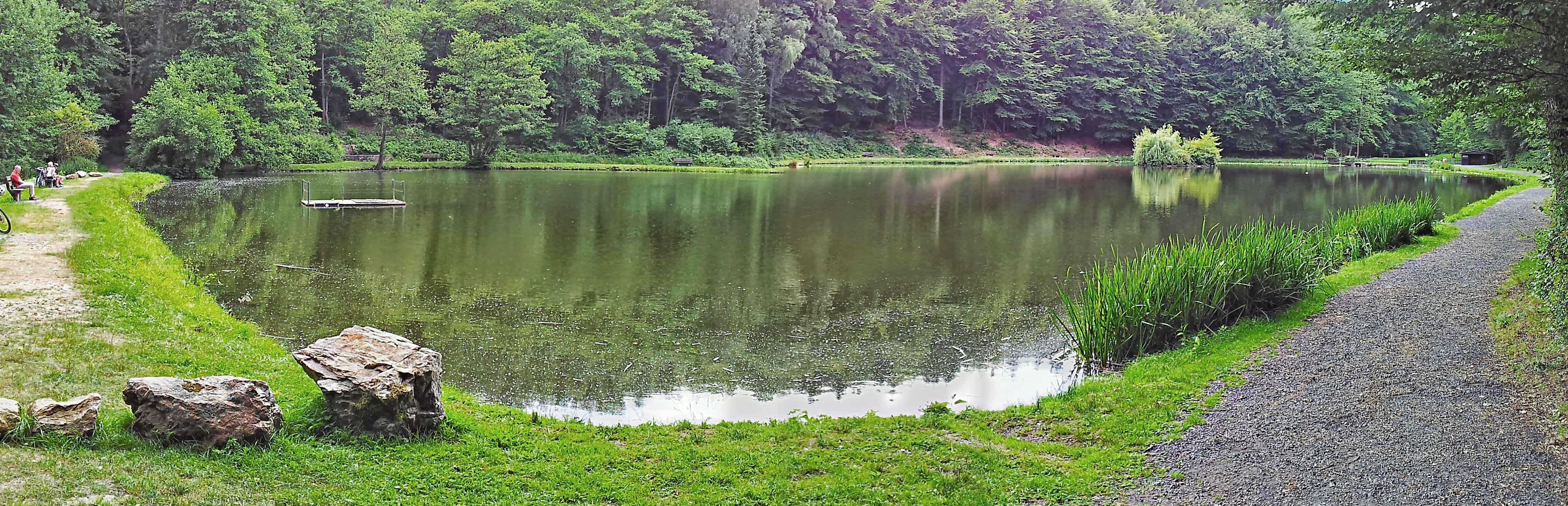
Waldsee im Naturschutzgebiet Theißtal von Niedernhausen

In Niedernhausen gibt es mehrere Fußballplätze, darunter ein Hartplatz in Engenhahn sowie zwei neue Kunstrasenplätze in Niederseelbach und Niedernhausen. Daneben gibt es drei kleinere Sportplätze in Niedernhausen, Königshofen und Oberjosbach sowie eine der Theißtalschule angegliederte Leichtathletikanlage. Die große Drei-Felder-Sporthalle Autalhalle wird nicht nur von den örtlichen Vereinen genutzt, sondern auch für Messen und sonstige Veranstaltungen. Die Schulen und größeren Sportvereine haben jeweils noch eigene Hallen. Weiterhin gibt es einen Tennisverein, der mehrere Plätze und eine Halle bespielt, einen Reitplatz, mehrere Kegelbahnen sowie das beliebte Waldschwimmbad mit mehreren Becken, Rutsche und Sprungturm. Unmittelbar neben dem Waldschwimmbad wurde im Juli 2006 ein Skateplatz eröffnet. Das Naherholungsgebiet Theißtal von Niedernhausen bietet neben einem von mehreren Grillplätzen einen großen Anglerteich. Im Ortsteil Engenhahn werden in strengen Wintern Langlauf-Loipen gespurt.

### Kindergärten, Kinderkrippe, Schülerhort und Gemeinschaftshäuser
Insgesamt sechs gemeindeeigene Kindergärten existieren in den Ortsteilen Niedernhausen (Ahornstraße und Schäfersberg), Königshofen, Niederseelbach, Oberjosbach und Engenhahn. In Niedernhausen besteht die kommunale Kinderkrippe „Schatzinsel“ Ahornstraße. Die Katholische Kirche betreibt den Kindergarten St. Josef. Ein privater Elternverein betreibt einen rhythmisch-musischen Kindergarten TASIMU mit Kleinkinderkrippe und Schülerhort. Neben der großen Drei-Felder-Sporthalle mit Gastronomie (Autalhalle) existieren in jedem der anderen fünf Ortsteile Gemeinschaftshäuser für Veranstaltungen. Außerdem gibt es neben dem Rathausparkplatz ein hergerichtetes altes Schlachthaus, das als Jugendtreff „Schlachthaus I4“ dient. Die Jugendlichen haben hier die Möglichkeit, Billard oder Tischkicker zu spielen, einfach zu chillen und ein Getränk zu sich zu nehmen oder Bands, die auf der kleinen Bühne auftreten, zuzuhören.

## Kultur

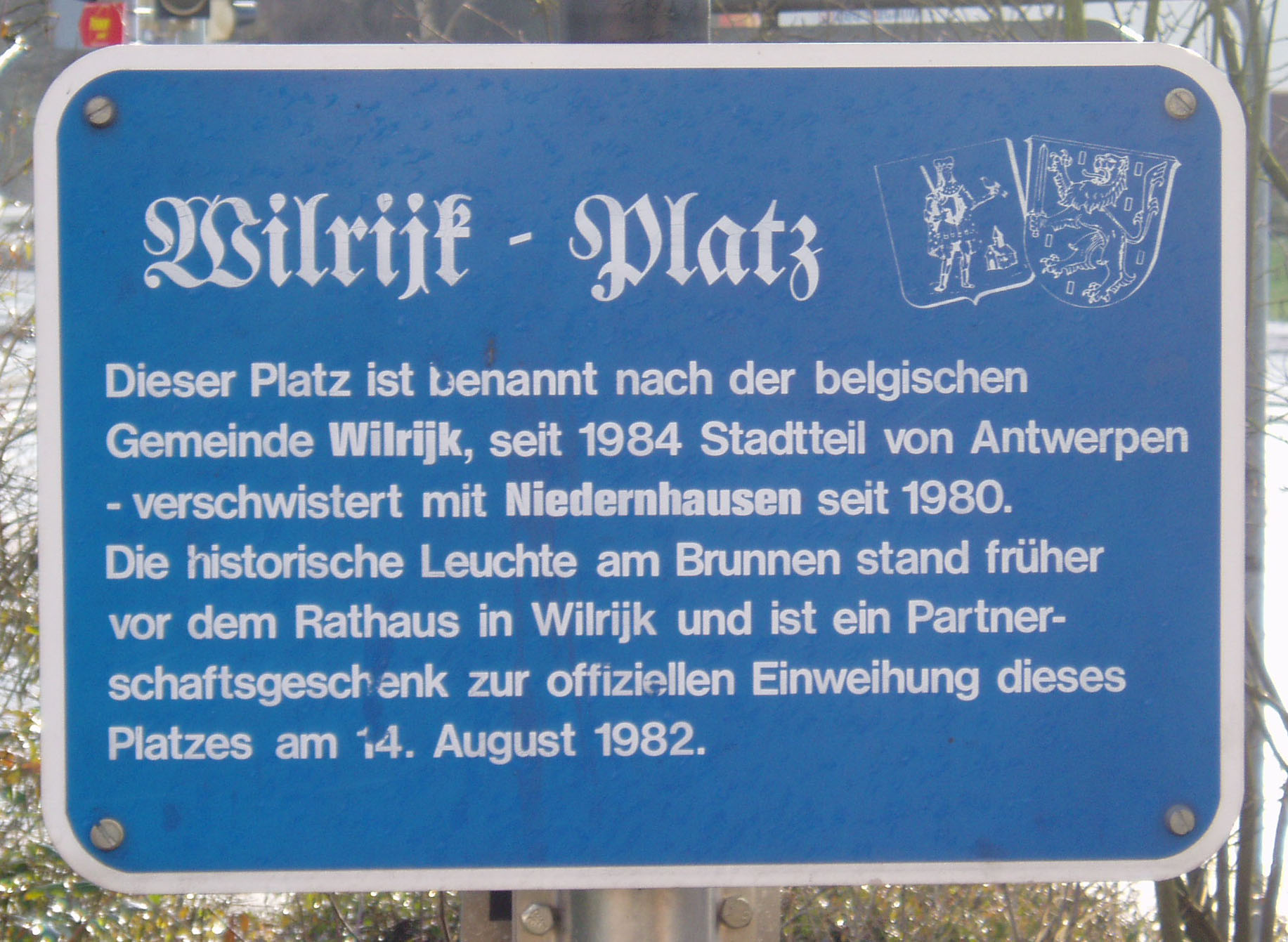
Schild am Wilrijk-Platz vor dem Niedernhausener Rathaus

### Partnerstädte
- Wilrijk (Stadtteil von Antwerpen, Belgien) – Die Partnerschaft mit der belgischen, damals noch selbständigen Stadt mit etwa 38.000 Einwohnern besteht seit dem Jahre 1980. Seitdem findet ein regelmäßiger Austausch statt, so werden etwa Radtouren von einem zum anderen Ort organisiert. Seit dem Jahr 1984 ist Wilrijk ein Stadtteil von Antwerpen, was aber nichts an den intensiven Beziehungen ändert. Der Platz vor dem Niedernhausener Rathaus wurde nach Wilrijk benannt.

- Ilfeld (Thüringen) – Die Verbindung mit der damals noch selbstständigen thüringischen Stadt im Harz mit 3000 Einwohnern wurde kurz nach der Wende im Jahre 1990 angeregt, wohl auch, um im Osten etwas Strukturhilfe zu leisten. Die auf die Initiative Niedernhausens hin begründete Städtepartnerschaft von Ilfeld mit Wilrijk schafft eine freundschaftliche Dreier-Bande. Der Platz vor dem Niedernhausener Bahnhof heißt seit seiner Umgestaltung Ilfelder Platz. Ilfeld ist seit 2012 Ortsteil der Landgemeinde Harztor.

### Rhein-Main-Theater

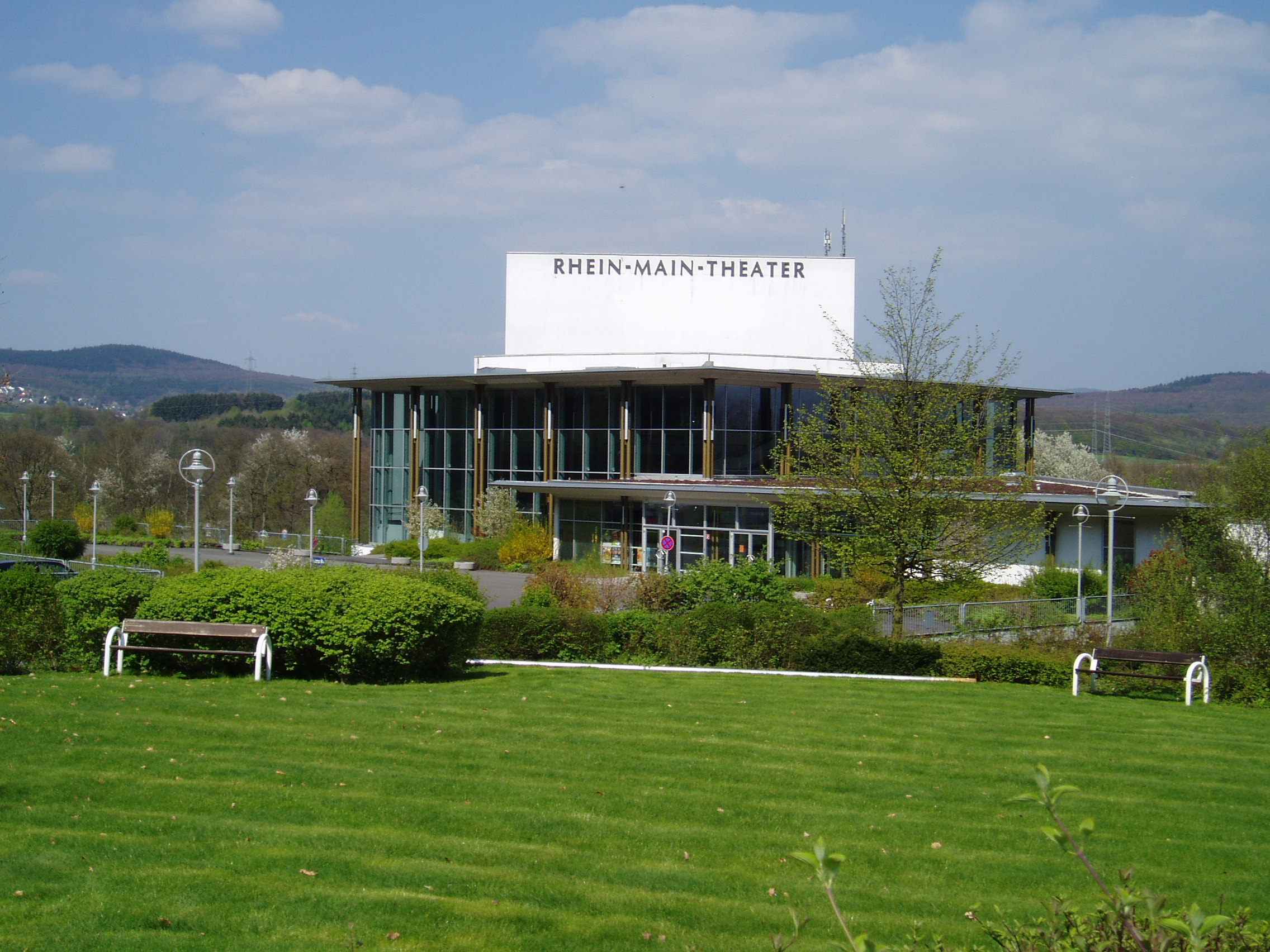
Rhein-Main-Theater in Niedernhausen

Das überregional bekannte, mittlerweile jedoch geschlossene Rhein-Main-Theater, unmittelbar an der Autobahnauffahrt Niedernhausen gelegen, wurde für zahlreiche internationale Veranstaltungen genutzt. Das Haus mit 1566 Zuschauerplätzen, die sich auf Parkett und zwei Ränge verteilen, wurde eigens für die deutschsprachige Erstaufführung des Musicals Sunset Boulevard von Andrew Lloyd Webber in den Jahren 1993 bis 1995 für etwa 25 Millionen Euro errichtet. Das Stück lief von Dezember 1995 bis August 1998, die Hauptrollen spielten die bekannten Musical-Stars Uwe Kröger und Helen Schneider, später auch die Schauspielerin Daniela Ziegler, konnte die Insolvenz aber nicht verhindern. Der extra für das Theater gebaute Haltepunkt an der Ländchesbahn wurde 1996 eröffnet und 1998 wieder stillgelegt.

### Sonstige Veranstaltungsorte und Einrichtungen
Neben dem Rhein-Main-Theater gibt es noch eine Reihe weiterer Veranstaltungsorte in Niedernhausen. Dazu gehören das Zentrum Alte Kirche sowie der Jugendclub „I4“. Die Alte Katholische Kirche in der Wiesbadener Straße drohte nach dem Umzug der katholischen Gemeinde in den Neubau an der Bahnhofstraße zu verfallen. 1980 übernahm ein privater Verein den Erbbauzins für 99 Jahre, ließ das Gebäude unter Denkmalschutz stellen und renovierte es in Eigenregie. Die Kirche ist heute Veranstaltungsort für Lesungen, Konzerte, Theateraufführungen oder Kunstausstellungen.

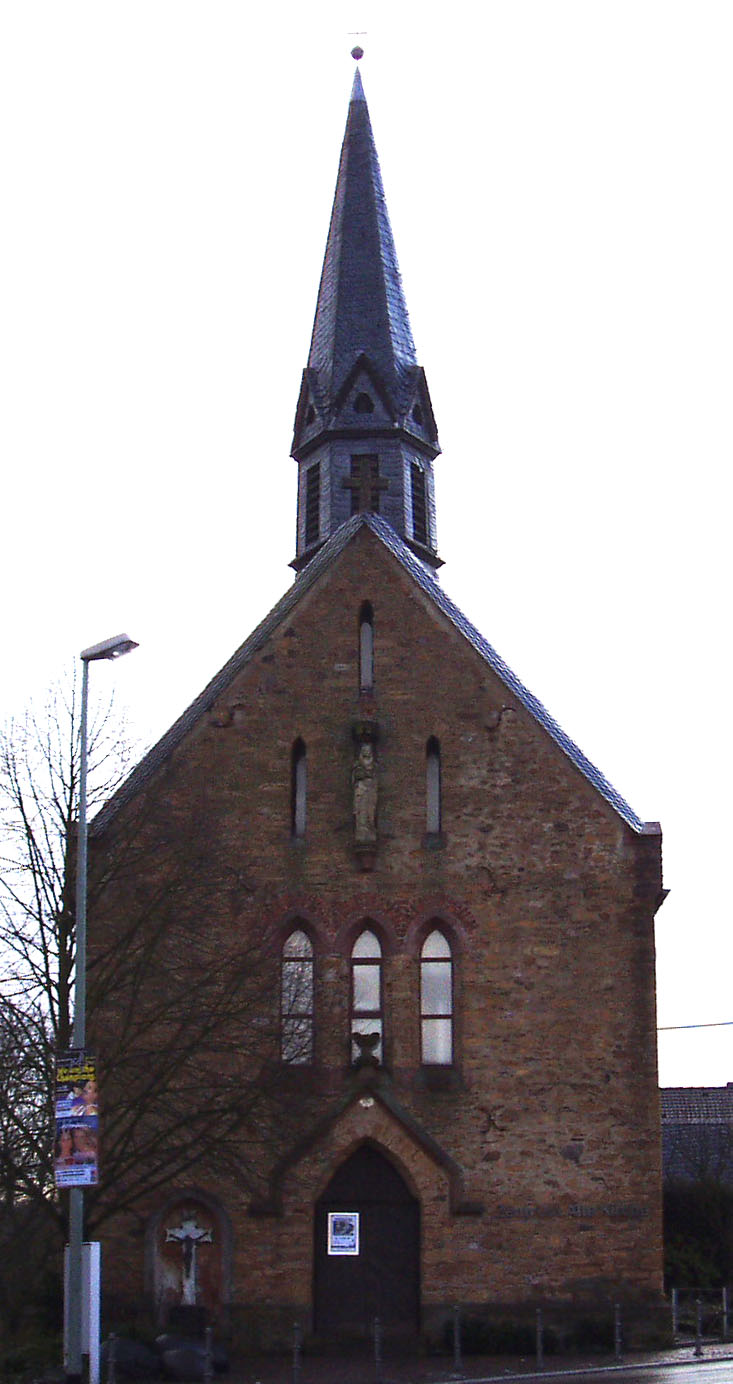
Zentrum Alte Kirche in Niedernhausen: ehemals katholische Kirche, heute Kulturzentrum

Die Jugendlichen organisierten sich erstmals Ende der 1980er Jahre auf Anregung und mit Unterstützung der Gemeinde. Eine erste Bleibe erhielten sie in einem Raum in der Autalhalle, bevor 1992 die Gemeinde ein heruntergekommenes Gebäude gegenüber dem Rathaus erwarb. Die Jugendlichen machten aus ihrer Wiesbadener Straße 2, kurz „W2“ genannt, mit viel Eigeninitiative einen lebendigen Ort. Als schließlich der endgültige Abriss drohte, setzten sie sich für einen Umzug ein. Die schließlich im Jahr 2000 von der Gemeinde in direkter Nachbarschaft des Rathauses erworbene ehemalige Metzgerei mit angeschlossenem Schlachthaus bauten sie in ehrenamtlicher Arbeit zu einem Konzert- und Veranstaltungsraum um. Heute finden in der I 4 (für Idsteiner Straße 4) neben dem regelmäßigen Betrieb und mehreren Arbeitsgruppen auch Rockkonzerte und Partys statt.
Die Autalhalle dient nicht nur der Theißtalschule und den örtlichen Vereinen als Sporthalle, sondern bietet mit ihrer ausfahrbaren Zuschauertribüne und ihrer Flexibilität zulassenden Ausstattung auch Raum für regelmäßig stattfindende Messen, Ausstellungen und sonstige Veranstaltungen. So haben hier in vergangenen Jahren beispielsweise die FDP und die Grünen ihre Hessischen Parteitage abgehalten; die Gemeindevertretung tagt hier ebenfalls. Für die Niedernhausener Kerb wurde die Halle in vergangener Zeit auch als „Festzelt“ genutzt.

### Vereine
Das Vocal-Ensemble Le Courage ist ein reiner Frauenchor von überregionaler Bedeutung. Er wurde im Jahre 1977 von Musikdirektor Wolfgang Diefenbach gegründet und wurde bis 2010 von ihm geleitet. Derzeit hat der Chor etwa 55 aktive Sängerinnen im Alter zwischen 14 und 75 Jahren. Es existieren etliche Tonträgerproduktionen, das Ensemble errang 36 Siege in regionalen und internationalen Chorwettbewerben und erhielt den 1. Platz im Hessischen Chorwettbewerb.

### Regelmäßige Veranstaltungen
Folgende regelmäßige Veranstaltungen finden in Niedernhausen statt (Auswahl):
- Gickellauf Engenhahn (etablierter Waldlauf und Familienfest, dritter Sonntag im September)
- Gemeindeschießen (Schützenverein Königshofen, Mitte November)
- Weinfest Niedernhausen (Wilrikplatz)
- Zeltkerb Königshofen (Festplatz Königshofen, drittes Wochenende im August)
- Oberjosbacher Kerb (Gemeinschaftshaus Oberjosbach)
- Sport-Spiel-Spaß Oberjosbach (Jahnhalle, Anfang September)
- Weihnachtsmarkt Niedernhausen (Wilrijkplatz und Bahnhofstraße, erstes Wochenende in der Adventszeit)
- Ausstellung Form-Bild-Farbe (Autalhalle)
- Orchideenschau (Autalhalle)
- Gewerbeausstellung (Autalhalle)
- Spiele des SV Niedernhausen auf dem Kunstrasenplatz in der Autalarena
- Großes Dressur- und Springturnier (Reitplatz Niedernhausen)
- Mittsommernachtsfest der Feuerwehr Niedernhausen (Im Hammergrund)
- Apfelweinmarkt (Wilrijkplatz), Ende August

### Sport

#### Sportvereine
In Niedernhausen gibt es ein reges Vereinsleben mit der beachtenswerten Zahl von etwa hundert Vereinen und mehreren Tausend Mitgliedern. Viele ehrenamtliche Helfer machen dies möglich. Die meisten Clubs widmen sich dabei dem Sport. Erfolgreichster Verein ist der SV Niedernhausen, ein fast reiner Fußballverein. Nach dem Aufstieg 2006 hat der Verein sich schnell in der Gruppenliga Wiesbaden etabliert und spielt sogar um den Aufstieg mit. Bekanntester Spieler ist der in Niedernhausen wohnende ehemalige Profi des 1. FSV Mainz 05, Christopher Ihm. Im Sportverein Niederseelbach 1951 wird vorwiegend Fußball gespielt. Die beiden Vereine haben jeweils bis zu 18 Mannschaften in den unterschiedlichsten Altersklassen von der G-Jugend bis zur Seniorenmannschaft zum Spielbetrieb angemeldet. Niederseelbach spielte zeitweise in der Bezirksoberliga Wiesbaden, momentan in der A-Klasse Rheingau-Taunus. Die Abteilung Volleyball des SV Niederseelbach existiert seit 1981. Zudem bietet der SV Niederseelbach noch einen Lauftreff und Nordic-Walking an.
Die Turngemeinde 1896 Niedernhausen, mit etwa tausend Aktiven mitgliederstärkster Verein der Gemeinde, der Turn- und Sportverein Königshofen 1898, der Turn- und Sportverein Engenhahn 1977 sowie die Turngemeinde 1899 Oberjosbach bieten Breitensport. Die beiden ersteren haben jeweils eine Leichtathletik- und eine Turnabteilung, welche regelmäßig an Wettkämpfen teilnehmen, darunter an den Deutschen Turnfesten und den Hessischen Landesturnfesten. Alle vier besitzen jeweils ein eigenes Vereinsheim und einen Trainingsplatz. Die TG Niedernhausen betreibt darüber hinaus eine große Basketball-Abteilung, die zeitweise über 10 Mannschaften umfasste; die Erste Herren- und die erste Damenmannschaft spielt jeweils in der Kreisklasse A.
Der DLRG Ortsverband Niedernhausen nutzt mit seinen etwa 150 Mitgliedern auch das Waldschwimmbad für die Ausbildung von Schwimmern und Rettungsschwimmern. Es existiert eine rege Jugendarbeit und auch die Möglichkeit, sich in Erster Hilfe weiterzubilden.
Der Tennis-Club Niedernhausen bespielt mit etwa 400 Mitgliedern neun Freiluftplätze auf Sand sowie drei Hallenplätze. In der Tennishalle gibt es außerdem mehrere Squash-Felder.
Beachtung verdienen der Aikidō-Club mit etwa 130 Mitgliedern, der sich der japanischen Selbstverteidigungskunst verschrieben hat. Ebenfalls erwähnenswert ist die Interessengemeinschaft Reiten und Fahren, Niedernhausen/Ts. (IRFN). Die vereinseigene Reitanlage Am Hahnwald verfügt neben den Stallungen über einen Dressurplatz, einen Springplatz und eine Reithalle.
Mitgliederstark sind außerdem der Ski-Club Niedernhausen mit etwa 600 Mitgliedern, die Kerbegesellschaft Veilchenblau Oberjosbach und die Kerbeborsch Königshofen mit etwa 130 Mitgliedern.
Weiterhin der Kerbeverein Niederseelbach, das Schäfersbergteam, das diverse Veranstaltungen im Neubaugebiet Schäfersberg ausrichtet, darunter das Schäfersbergfest, sowie die Männergesangvereine Frohsinn 1875 Engenhahn, 1873 Niedernhausen, Eintracht 1885 Niederseelbach sowie die Feuerwehrvereine der einzelnen Ortsteile. Im kleinsten Ortsteil sorgt sich der Heimat und Kulturverein Oberseelbach zum Beispiel um den Erhalt der Backestradition, die kulturelle Gemeinschaft sowie um den Erhalt des landschaftlichen Erbes.
Der Schützenverein Königshofen 1959 mit etwa 200 Mitgliedern kann ein eigenes Schießstandgebäude mit 10×10-m-Luftgewehrständen sowie 10×25-m- und 6×50-m-Ständen sein Eigen nennen.

#### Inklusion
2021 bewarb sich die Gemeinde gemeinsam mit Idstein, Waldems und Hünstetten als Host Town für die Gestaltung eines viertägigen Programms für eine internationale Delegation der Special Olympics World Summer Games 2023 in Berlin. 2022 wurde sie als Gastgeberin für Special Olympics Jemen ausgewählt. Damit wurde sie Teil des größten kommunalen Inklusionsprojekts in der Geschichte der Bundesrepublik mit mehr als 200 Host Towns.

## Sehenswürdigkeiten

### Theißtalbrücke
Ein Wahrzeichen der Gemeinde ist die 1937 bis 1939 errichtete und in den 1970ern erweiterte Theißtalbrücke als Teil der Bundesautobahn 3, die mit 16 Bögen über eine Länge von 500 Metern und einer maximalen Höhe von 46 Metern das Theißtal überspannt. Parallel zu ihr entstand in den 1990er Jahren eine Brücke der ICE-Neubaustrecke Köln-Rhein/Main mit ähnlichen Abmessungen. Das Motiv der Bögen der Theißtalbrücke wird von der Gemeindeverwaltung und einigen Vereinen als Symbol verwendet.

### Sonstige Bauwerke
Evangelische Christuskirche, erbaut 1904–1905 von Architekt Ludwig Hofmann, mit Jugendstilelementen. Orgel (14/II/P) von Fritz Weigle 1914.

#### Evangelische Johanneskirche

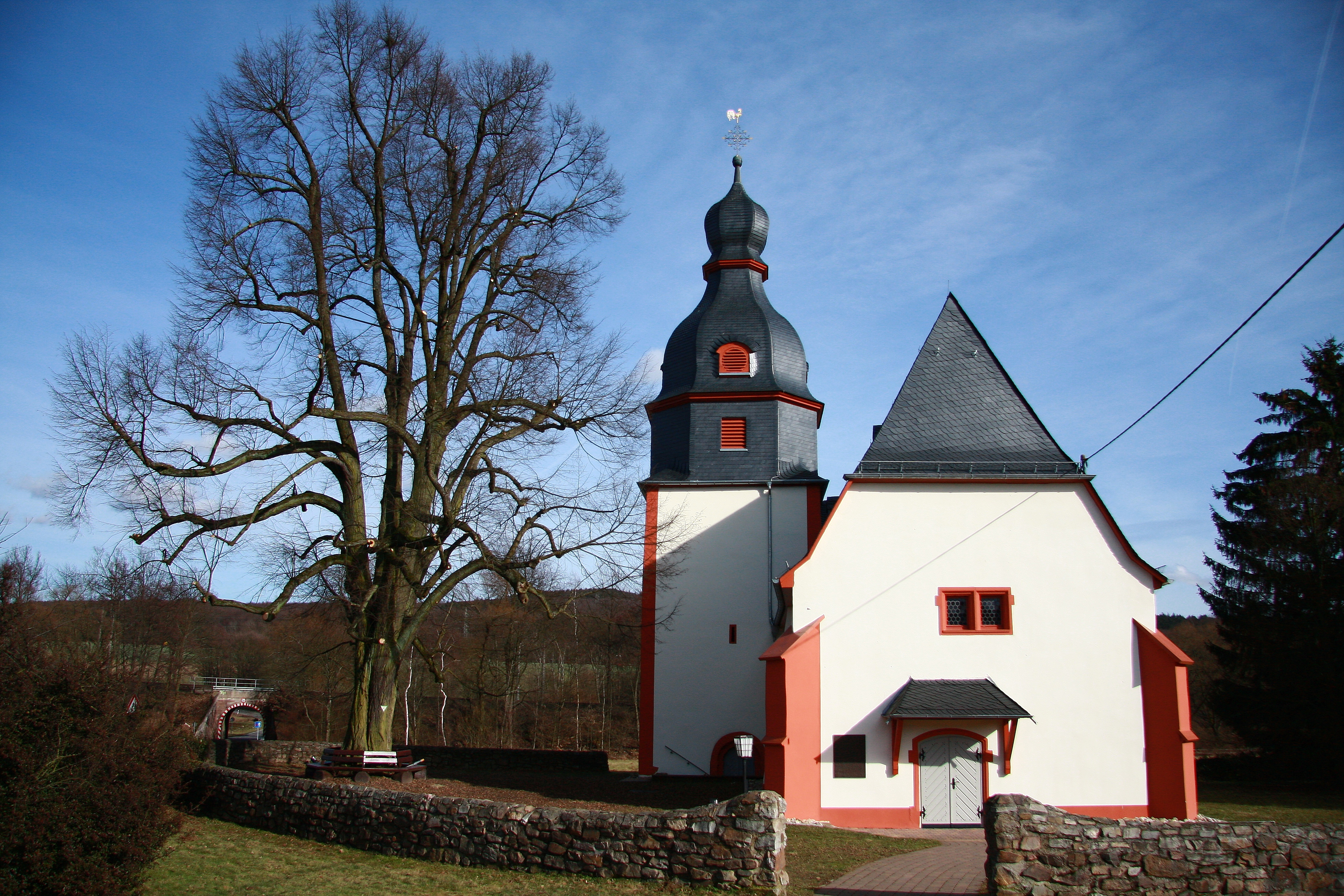
Evangelische Johanneskirche in Niederseelbach mit 200-jähriger Linde

Die Johanneskirche in Niederseelbach war seit dem Mittelalter religiöser und geistiger Mittelpunkt des Seelbacher Grundes. Sie ist das wertvollste historische Bauwerk in der Gesamtgemeinde Niedernhausen. Wann das Gebäude erbaut wurde, ist unbekannt, jedoch muss es bei Gründung der Pfarrei um 1220 durch die Grafen von Nassau einen Vorgängerbau gegeben haben. Die Tatsache, dass die Kirche etwas abseits des Dorfkerns von Niederseelbach liegt, könnte auf eine Entstehung als Feldkirche hindeuten, wie sie in karolingischer Zeit um 800 üblich war.
Das Gotteshaus ist ein schlichtes Gebäude mit einem einschiffigen, flach gedeckten Kirchenraum und einem Chor. An der Nordseite ist der Turm angegliedert, der ein unterirdisches Gewölbe besitzt. Einige Auskragungen an den Wänden sowie der Chor weisen auf das ehemalige gotische Spitzbogengewölbe hin. Das Kirchenschiff dürfte damit aus dem 15. Jahrhundert stammen. Der Turm erhielt seine Welsche Haube 1790.

#### Katholische Kirchen
Die Kirche St. Michael in Oberjosbach geht auf die Gründung der Pfarrei Oberjosbach im Jahre 1196 zurück. Die Kirche wurde jedoch mehrmals zerstört und 1321, 1728 und schließlich 1949 wieder aufgebaut.
Die Kirche St. Martha in Engenhahn wurde 1890/1891 in neugotischem Stil errichtet, nachdem die katholischen Einwohner 1888 von der Pfarrei Oberjosbach losgetrennt und derjenigen Idsteins zugeordnet wurden.
Die alte katholische Kirche in Niedernhausen wurde 1885 geweiht, nachdem die Katholiken der aufstrebenden Gemeinde den weiten Weg nach Oberjosbach nicht mehr zurücklegen wollten. Nach dem sogenannten Kapellenstreit um die finanzielle Beteiligung Königshofens an der Kirche, wurde schließlich am 1. Oktober 1904 die Gemeinde Mariä Geburt gegründet, welche der Bischof von Limburg an der Lahn am 1. Mai 1921 zur Pfarrei erhob. Nach dem Bau der neuen Kirche in der Bahnhofstraße 1960 dient der Bau heute als Kulturzentrum. Die Kirchengemeinde nennt sich seit dem Umzug in den Neubau der Kirche Maria Königin.

#### Historische Rathäuser und Schulgebäude

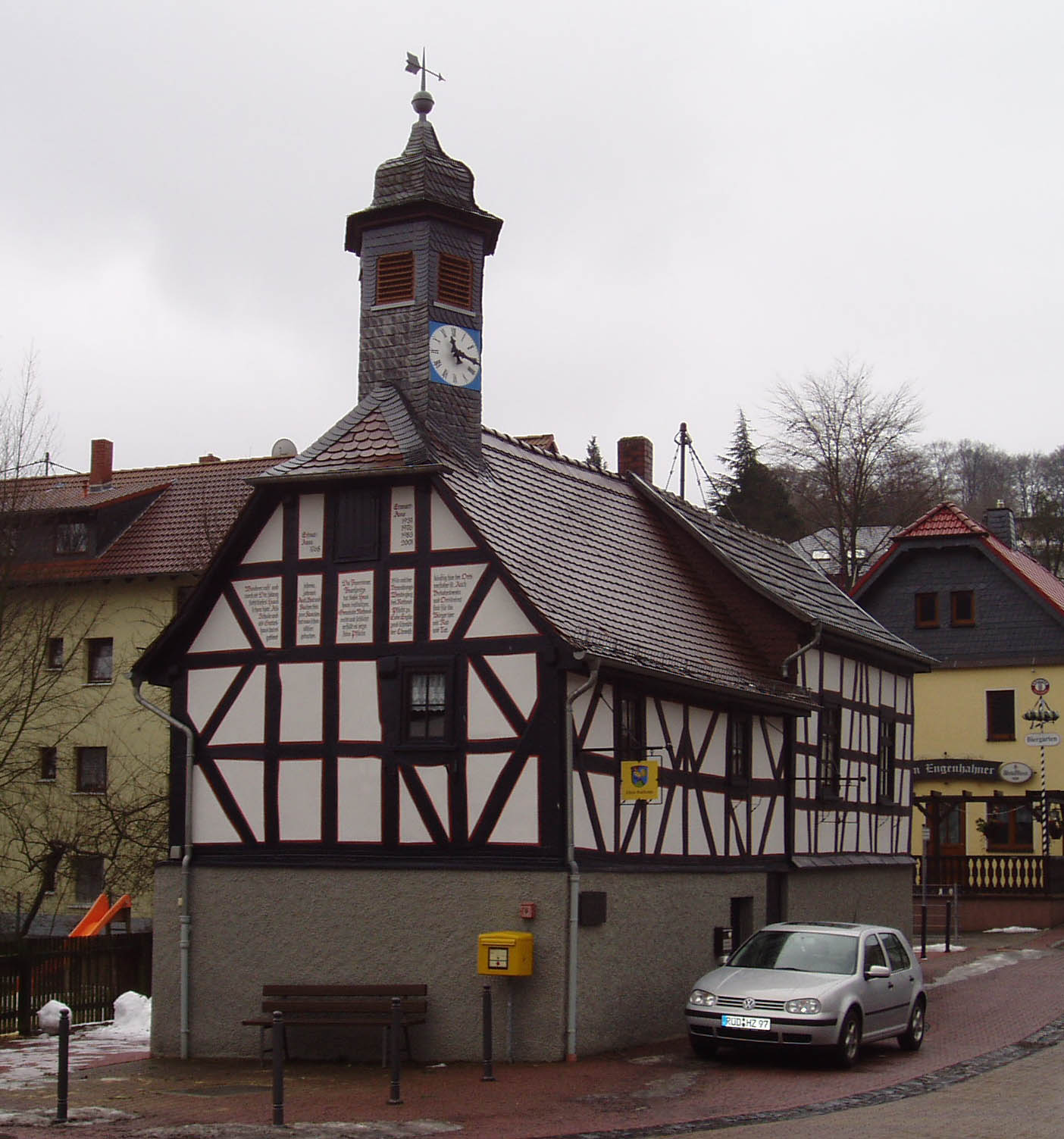
Altes Rathaus in Engenhahn von 1768

Historische Rathäuser gibt es in den Ortsteilen Oberjosbach und Engenhahn. Das Rathaus von Engenhahn wurde um 1768 errichtet, diente ab 1820 als Schule und beherbergte später bis 1977 die Gemeindeverwaltung. Das Gebäude ist ebenso wie das Alte Backhaus (Backes) in Oberseelbach ein denkmalgeschütztes Fachwerkhaus.
Das Rathaus in Niedernhausen, das heute der Gemeindevertretung als Sitz dient, war ursprünglich ein 1903 erbautes Schulgebäude, in dem auch die Bürgermeisterei untergebracht war. 1981 wurde es zu einem repräsentativen Gebäude erweitert und ist heute ein weiteres Wahrzeichen der Gemeinde.

#### Sonstige historische Bauten
Das alte Gasthaus zum Anker ganz in der Nähe des Rathauses, gegen Ende des 17. Jahrhunderts errichtet, hatte eine bewegte Geschichte hinter sich. Ab 1734 war es Gasthaus. Es stand ebenfalls unter Denkmalschutz, war aber zuletzt vom Verfall bedroht und wurde dann am 23. Februar 2008 abgerissen.
In Königshofen zeugen noch der alte Lokschuppen sowie der alte Wasserturm von Niedernhausens Zeit als Eisenbahnhochburg.
Sehenswert sind außerdem die Gründerzeit-Villen an der Schönen Aussicht, die noch einen Eindruck von Niedernhausens Zeit als Luftkurort geben.

### Natur

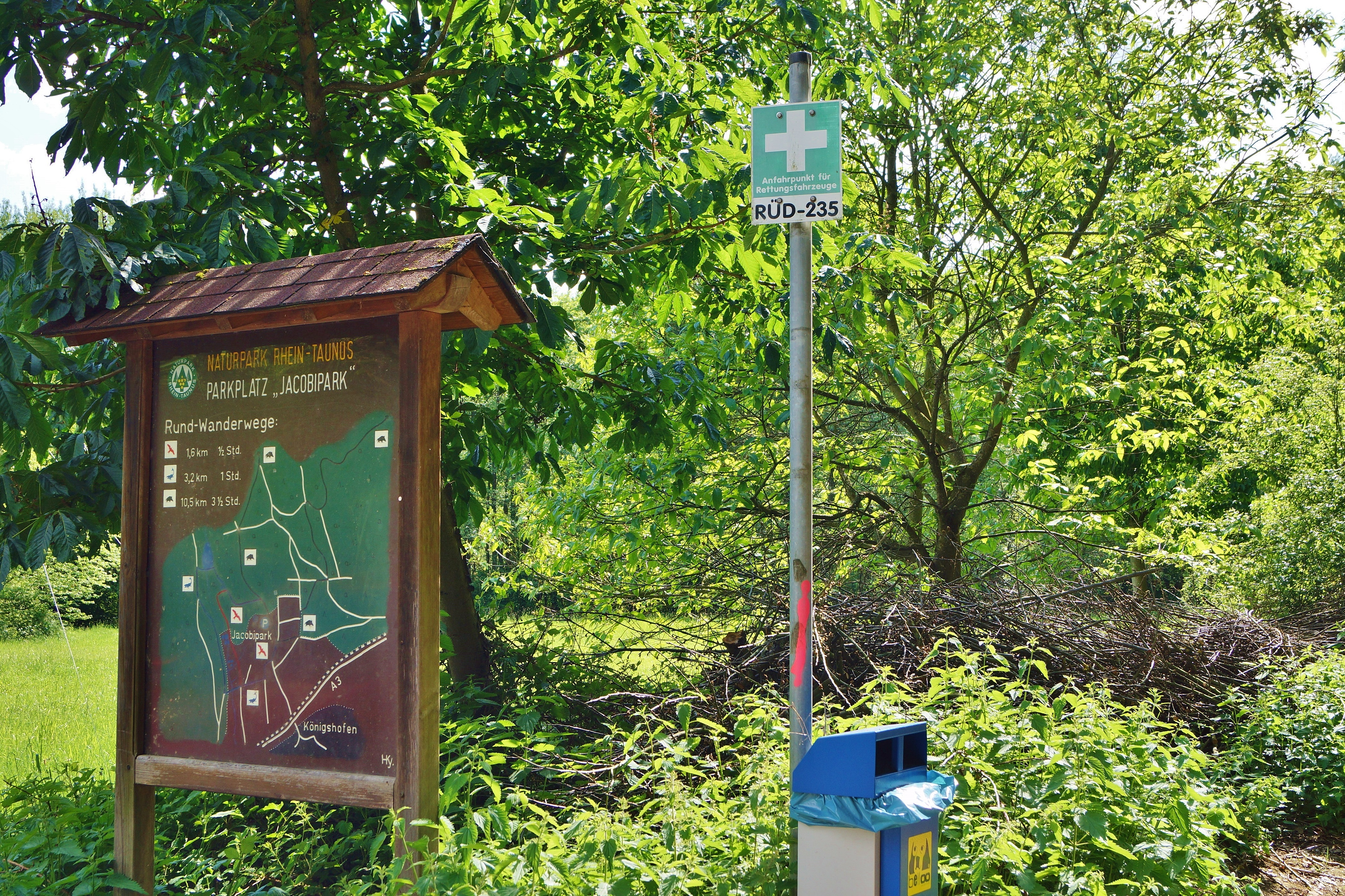
Jacobipark im Theißtal

Der größtenteils bewaldete Naturpark Rhein-Taunus liegt auf dem Gemeindegebiet und grenzt zum Teil unmittelbar an die Wohnbebauung. Landschaftlich besonders reizvoll ist der Höhenzug zwischen der Linie Niederseelbach–Engenhahn und dem parallel verlaufenden Naherholungs- und Naturschutzgebiet Theißtal von Niedernhausen. Höchste Erhebung ist hier die Hohe Kanzel mit 592 m ü. NHN. Von Nordwest nach Südost zieht sich durch das Gemeindegebiet das Autal, an dessen Hängen sich die Niedernhausener Wohnbebauung ausdehnt. In Oberjosbach findet sich die etwa 350-jährige Dicke Eiche, nördlich von Niedernhausen und oberhalb des Eselskopfs befindet sich die Felsformation Hohler Stein.

## Persönlichkeiten
- Carl Müller (1803–1868), Hofverwalter und Mitglied des Nassauischen Landtags
- Ludwig Jacob Müller (1809–1870), Landwirt und Mitglied des Nassauischen Landtags
- Otto Doderer (1892–1962), Literaturkritiker und Schriftsteller, lebte bis zu seinem Tod in Niedernhausen
- La Jana (1905–1940), bürgerlich Henriette Hiebel, Tänzerin und Schauspielerin, ihre Mutter und Schwester lebten in Niedernhausen
- Curt Mahr (1907–1978), Komponist und Akkordeonist, lebte bis zu seinem Tod in Niedernhausen
- Georg Stern (1921–1980), Opernsänger, lebte bis zu seinem Tod in Niedernhausen
- Karl-Otto Apel (1922–2017), Philosoph und Professor an der Goethe-Universität, lebte zuletzt in Niedernhausen
- Wim Thoelke (1927–1995), Showmaster, lebte bis zu seinem Tod in Engenhahn und ist auf dem dortigen Friedhof bestattet
- Peter Weck (* 1930), Regisseur, Theaterintendant, Bühnen- und Filmschauspieler
- Steffen Woas (* 1944), Biologe, arbeitete zwischen 1975 und 1977 als Lehrer in Niedernhausen
- Ebby Thust (* 1947), Boxpromotor, bekannt geworden durch die Erpressungsaffäre um den Vater von Steffi Graf, lebte lange Zeit in Niedernhausen
- Helen Schneider (* 1952), Sängerin und Schauspielerin
- Gert Scobel (* 1959), Journalist und Fernsehmoderator, lebt in Engenhahn
- Susanne Fröhlich (* 1962), Autorin und Radiomoderatorin beim Hessischen Rundfunk, lebte zeitweilig in Engenhahn
- Jens Zemke (* 1966), Radrennfahrer und Sportlicher Leiter eines Radsportteams
- Jens Keller (* 1970), Fußballspieler und -trainer, wohnte bis 2007 in Niedernhausen
- Alexander Müller (* 1969), Politiker (FDP), Mitglied des Bundestages, lebt in Niedernhausen
- Sarah Schreiber (* 1987), Auktionatorin, Unternehmerin, betreibt ein Auktionshaus in Niedernhausen
- Evelin Schönhut-Keil (* 1960), Politikerin (Bündnis 90/DIE GRÜNEN), Erste Beigeordnete des LWV, MdL, Landesvorsitzende GRÜNE HESSEN bis 2005